# Unión Económica Euroasiática
La Unión Económica Euroasiática (UEE o UEEA; en ruso: Евразийский экономический союз, ЕАЭС) es una unión económica que se estableció el 1 de enero de 2015 con el tratado firmado por los dirigentes de Rusia, Kazajistán y Bielorrusia el 29 de mayo de 2014. Un tratado para expandir la UEE hacia el Cáucaso se hizo posible con la incorporación de Armenia el 9 de octubre de 2014. El 6 de agosto de 2015, Kirguistán se unió también a este bloque económico. El presidente de Kirguistán, Almazbek Atambáyev firmó un proyecto de ley sobre la adhesión de su país a la UEE el 21 de mayo de 2015. Posteriormente, el documento de adhesión fue ratificado por los otros 4 miembros de la UEE: Armenia, Bielorrusia, Rusia y, en último lugar, por Kazajistán, el 4 de agosto de 2015.

## Historia
Después de la Guerra Fría y la desintegración de la Unión Soviética el 8 de diciembre de 1991, Rusia y las repúblicas de Asia Central hicieron reformas económicas y se creó la Comunidad de Estados Independientes por los presidentes de las exrepúblicas soviéticas.
En 1994, el presidente de Kazajistán, Nursultán Nazarbáyev, sugirió la idea de la creación de un bloque regional económico en un discurso en la Universidad Estatal de Moscú, para así hacer crecer las economías de Europa y el este de Asia. La idea fue bien vista al ser un contrapeso a la Unión Europea.
En 1995, Bielorrusia, Kazajistán, Rusia, y luego Kirguistán y Tayikistán firmaron el primer tratado estableciendo una unión aduanera.
En 1996, Bielorrusia, Kazajistán, Rusia y Kirguistán firmaron el Tratado de Integración Económica y Humanitaria. El objetivo de este tratado fue acelerar la integración económica en materia de bienes, servicios, trabajo, capitales, transporte, energía y sistemas informáticos.
En 1999, Bielorrusia, Kazajistán, Rusia, Kirguistán y Tayikistán firmaron el Tratado del Espacio Económico Único. Para promover la integración y la cooperación en la región.
En 2000, Bielorrusia, Kazajistán, Rusia, Kirguistán y Tayikistán establecieron la Comunidad Económica Euroasiática (EurAsEC o CEEA) a la cual Uzbekistán se unió en 2006 comparable con la Comunidad Económica Europea con una población de 171 millones de habitantes.
En 2006, Bielorrusia, Kazajistán y Rusia crearon la Unión Aduanera Euroasiática la cual entró en vigencia el 1 de enero de 2010.
El primer ministro de Rusia de ese entonces, Vladímir Putin, apoyó la idea de Nursultán Nazarbáyev sobre la creación de la Unión Económica Euroasiática. El 18 de noviembre de 2011, los presidentes de Bielorrusia, Kazajistán y Rusia firmaron un acuerdo para establecer oficialmente la Unión Económica Euroasiática en 2015.
En fecha de 29 de mayo de 2014, se ha firmado el Acuerdo para la creación de la Unión Económica Euroasiática. Este acuerdo ha sido firmado por Nursultán Nazarbáyev (presidente de Kazajistán), Vladímir Putin (presidente de Rusia) y Aleksandr Lukashenko (presidente de Bielorrusia). Además los presidentes de Armenia y Kirguistán también estuvieron presentes. El 23 de diciembre de 2014, Kirguistán firmó un tratado de adhesión y obtuvo el estatus de país candidato y se espera que sea un Estado miembro de pleno derecho en mayo de 2015, juntamente a los otros cuatro signatarios.
El nuevo mercado común comenzó a funcionar el 1 de enero de 2015, siendo integrado por Rusia, Bielorrusia y Kazajistán. El 2 de enero de 2015, Armenia se incorporó como país miembro de derecho pleno. A nivel geopolítico significa una apuesta estratégica emprendida por los países del bloque, en especial de Rusia (que ya forman parte del denominado BRICS) y que con su acercamiento a América Latina y proyectos como éste, busca reducir parcialmente el peso político de Washington en la arena internacional.

## Línea de tiempo
| Firmado En vigor Documento                                         | 1991 Tratado de Belavezha          | 1996 Tratado de la Integración Incrementada en los Dominios Económicos y Humanitarios | 2000 2001 Tratado de la Comunidad Económica Eurasiática | 1995–2007 2010 Tratados de la Unión Aduanera Eurasiática | 2007 & 2011 2012 Tratado del Espacio Económico Euroasíatico | 2014 2015 Tratado de Astaná |  |
|                                                                    |                                    |                                                                                       |                                                         |                                                          |                                                             |                             |  |
|                                                                    | Unión Económica Euroasiática (UEE) |                                                                                       |                                                         |                                                          |                                                             |                             |  |
| Espacio Económico Euroasíatico                                     |                                    |                                                                                       |                                                         |                                                          |                                                             |                             |  |
| Unión Aduanera Euroasiática (UAE)                                  |                                    |                                                                                       |                                                         |                                                          |                                                             |                             |  |
| Comunidad Económica Eurasiática (EurAsEC)                          |                                    |                                                                                       |                                                         |                                                          |                                                             |                             |  |
| Integración Incrementada en los Dominios Económicos y Humanitarios |                                    |                                                                                       |                                                         |                                                          |                                                             |                             |  |
| Comunidad de Estados Independientes (CEI)                          |                                    |                                                                                       |                                                         |                                                          |                                                             |                             |  |

## Geografía
El punto más elevado de entre los países miembros de la UEE está en el Khan Tengri ubicado en las montañas Tian Shan en Kazajistán, a 7 010 m sobre el nivel del mar. El punto más bajo se encuentra en la Depresión de Karaguiyé, también en territorio kazajo. La bahía del mar Caspio en Kazajistán tiene algunos de los puntos más bajos en la Tierra. De acuerdo a las estimaciones de la ONU en 2005, el 40 % de Bielorrusia estaba cubierto de bosques. Además, en dicho país hay más de 11 000 lagos y arroyos. Rusia es conocida por sus extensos recursos minerales y energéticos, las más grandes reservas en el mundo, siendo así la principal productora de petróleo, gas natural, diamantes, níquel, entre otros. Kazajistán es el mayor productor mundial de uranio.
La superficie total de los países miembros de la UEE cubre un área mayor a los 20 000 000 de kilómetros cuadrados, aproximadamente el 15 % de la superficie terrestre.

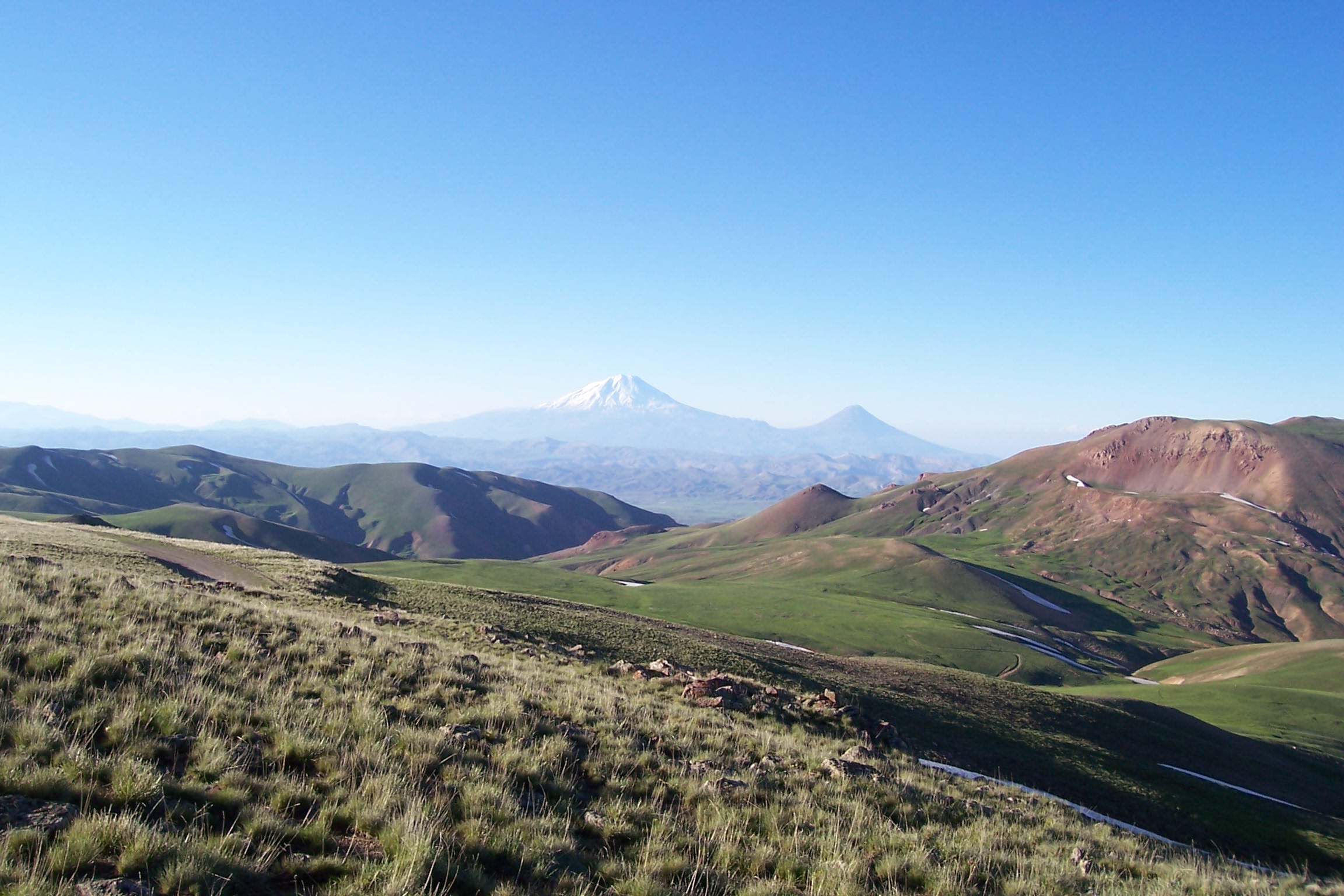
Altiplano Armenio
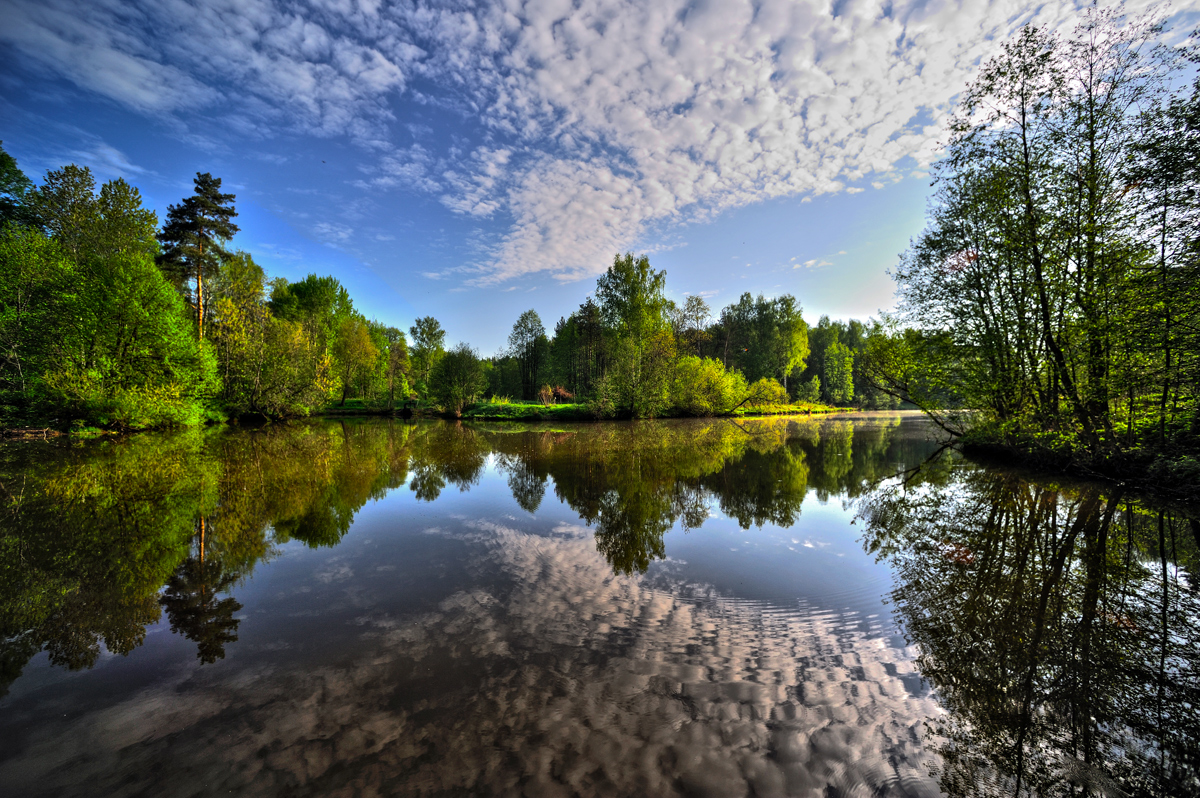
Río Lama - en la Región de Moscú, Rusia
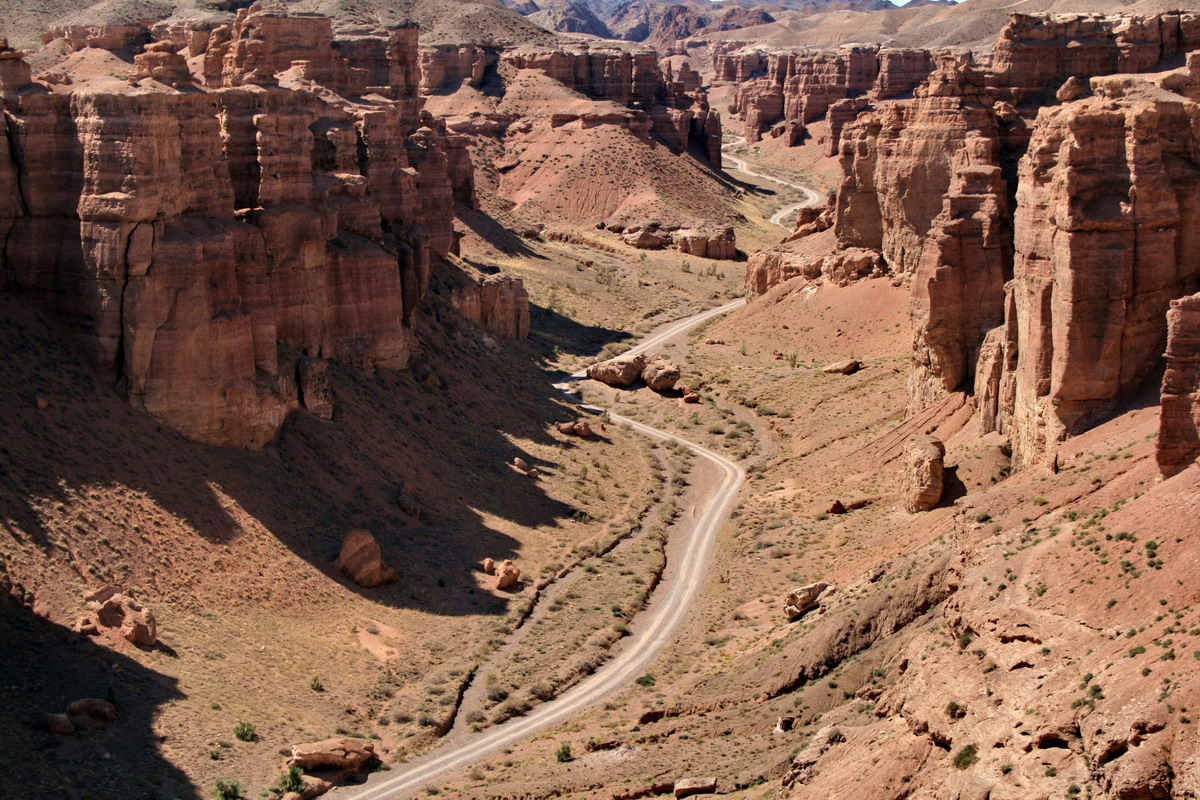
Cañón de Charýn, Kazajistán
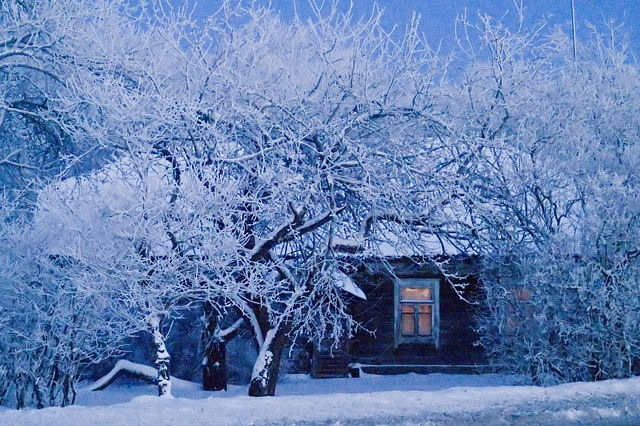
Invierno - Bielorrusia
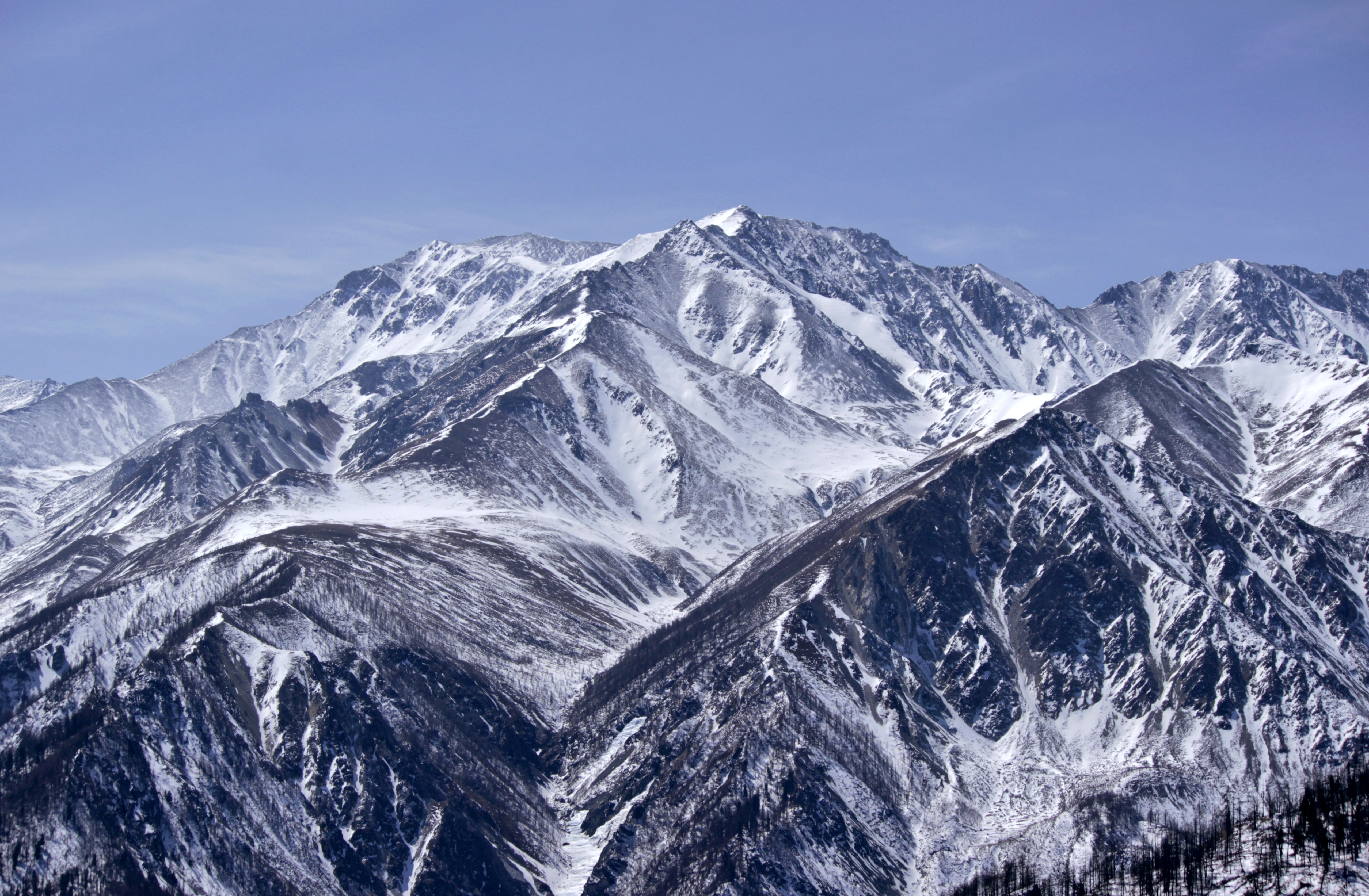
Vista del monte Munko Sardyk en los Montes Sayanes - República de Buriatia, Rusia
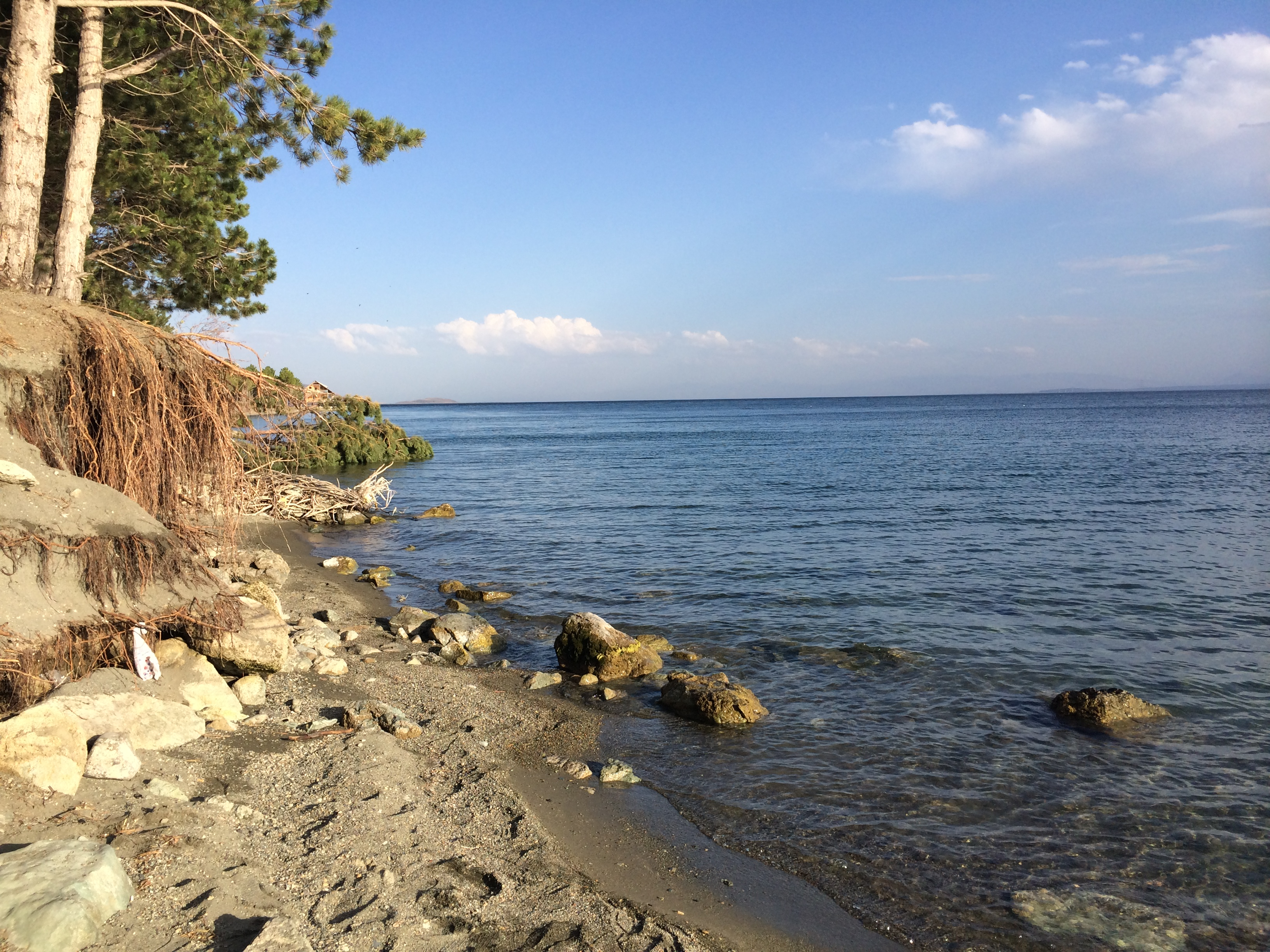
Lago Seván - Armenia
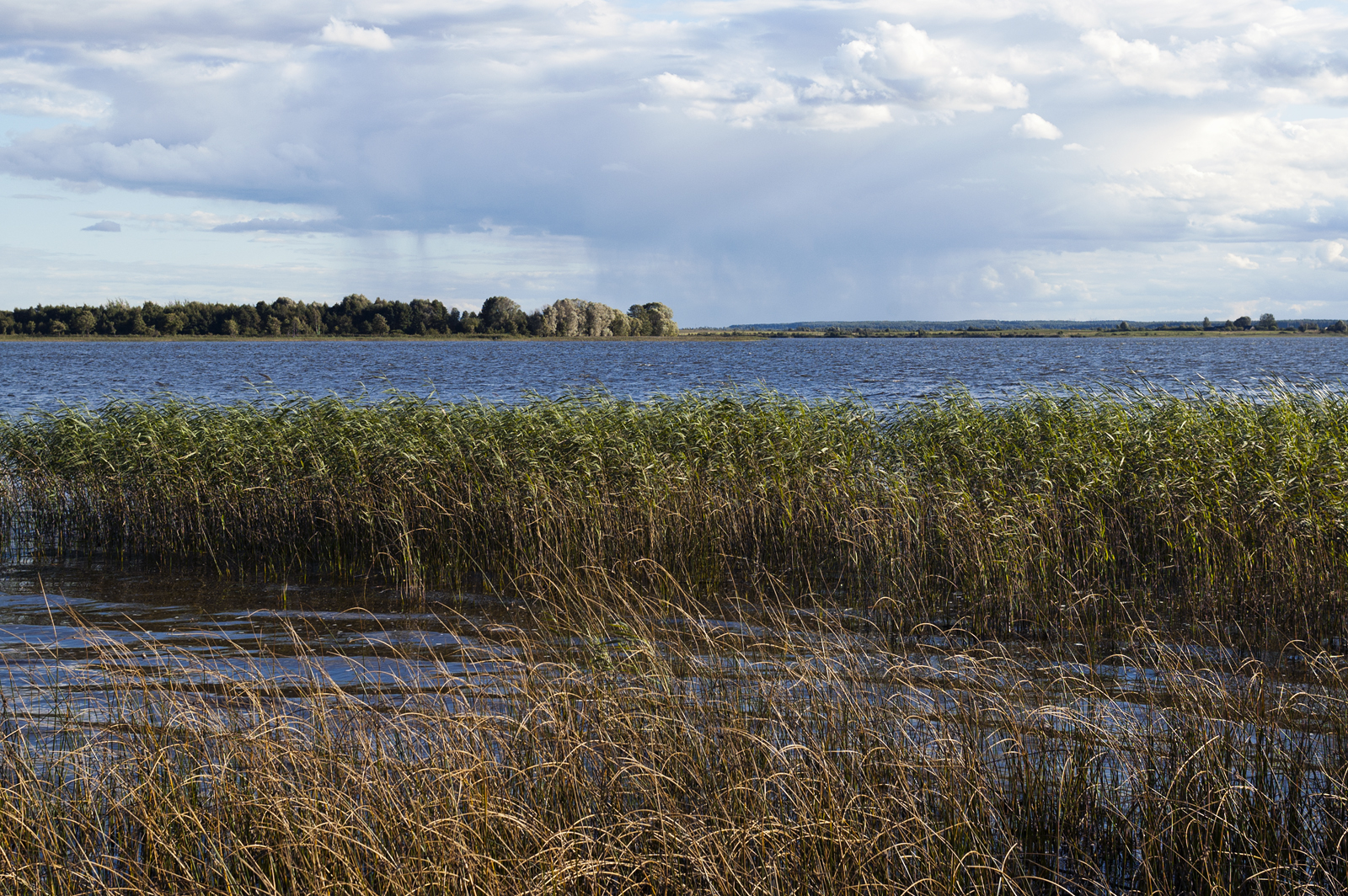
Lago Sérvach - Bielorrusia
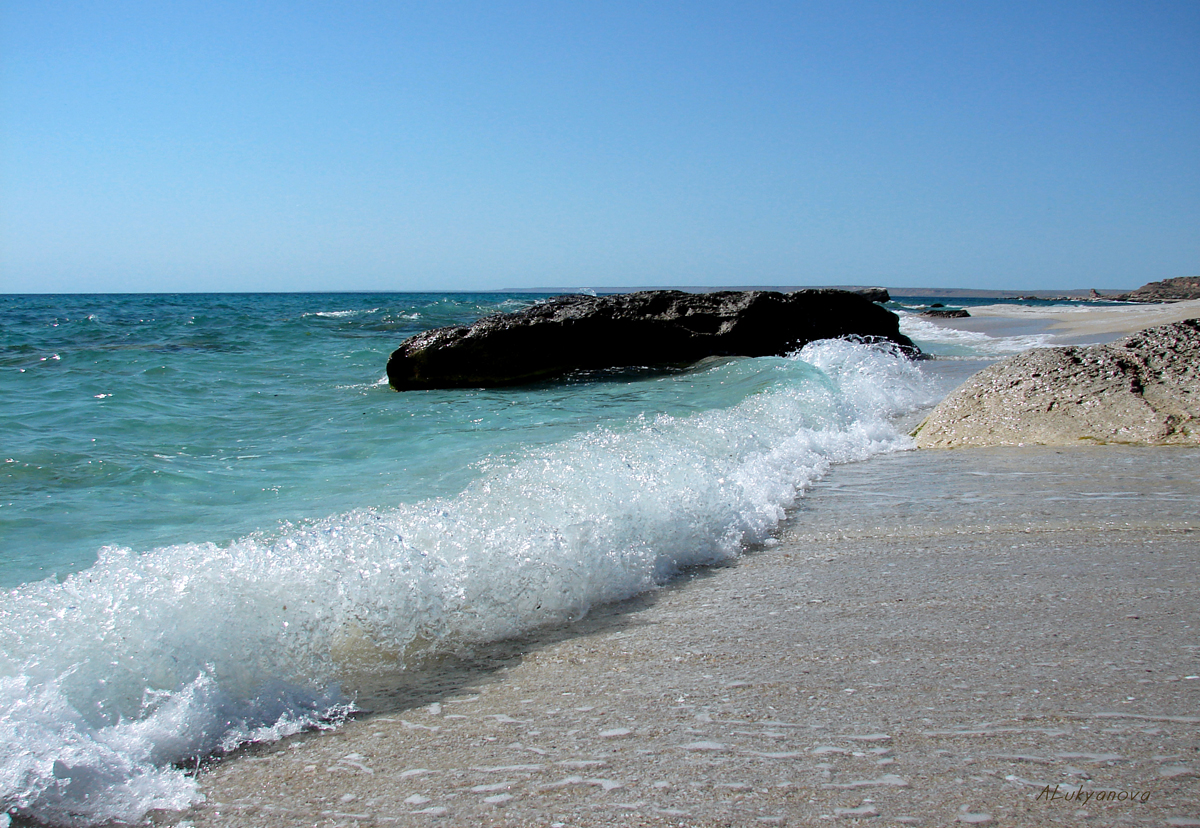
Costa del Mar Caspio, cerca de Aktau, Kazajistán
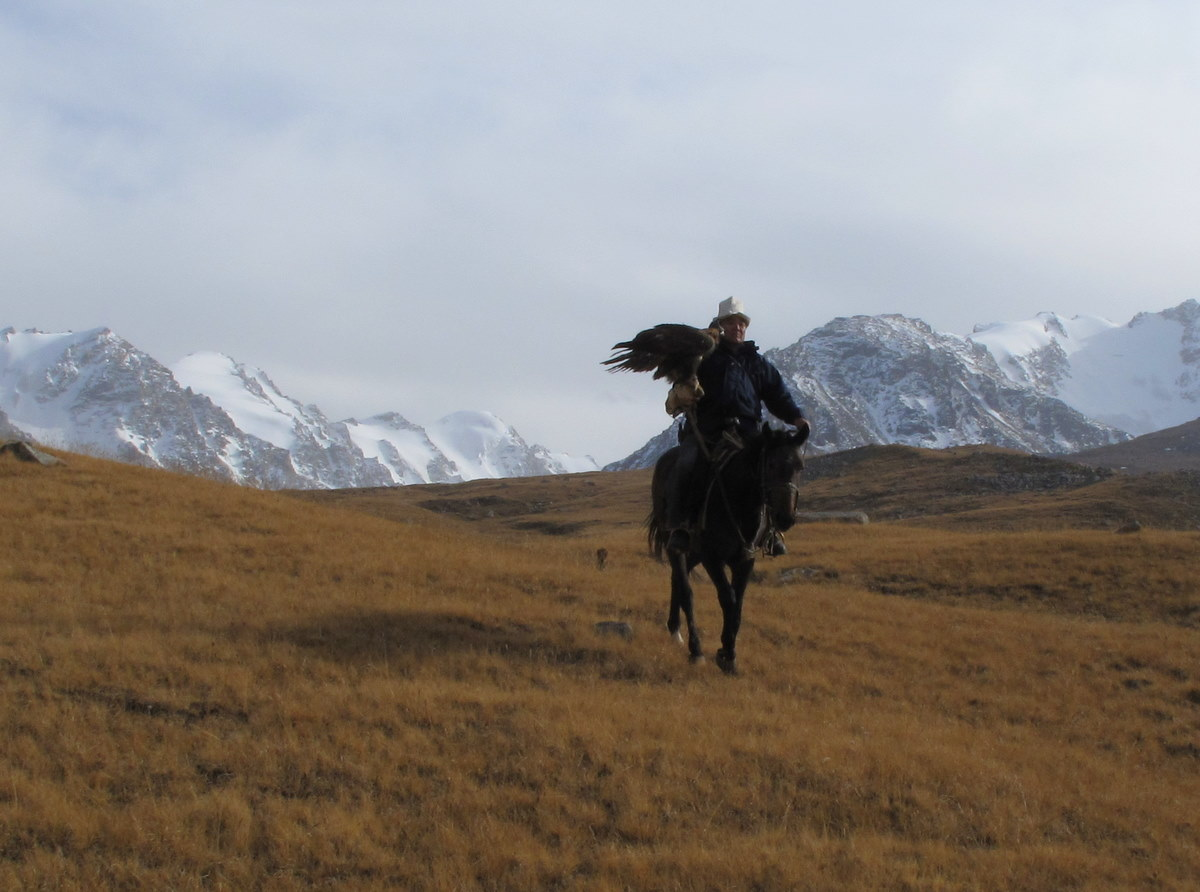
Paseo a caballo a través de la estepa - Kirguistán
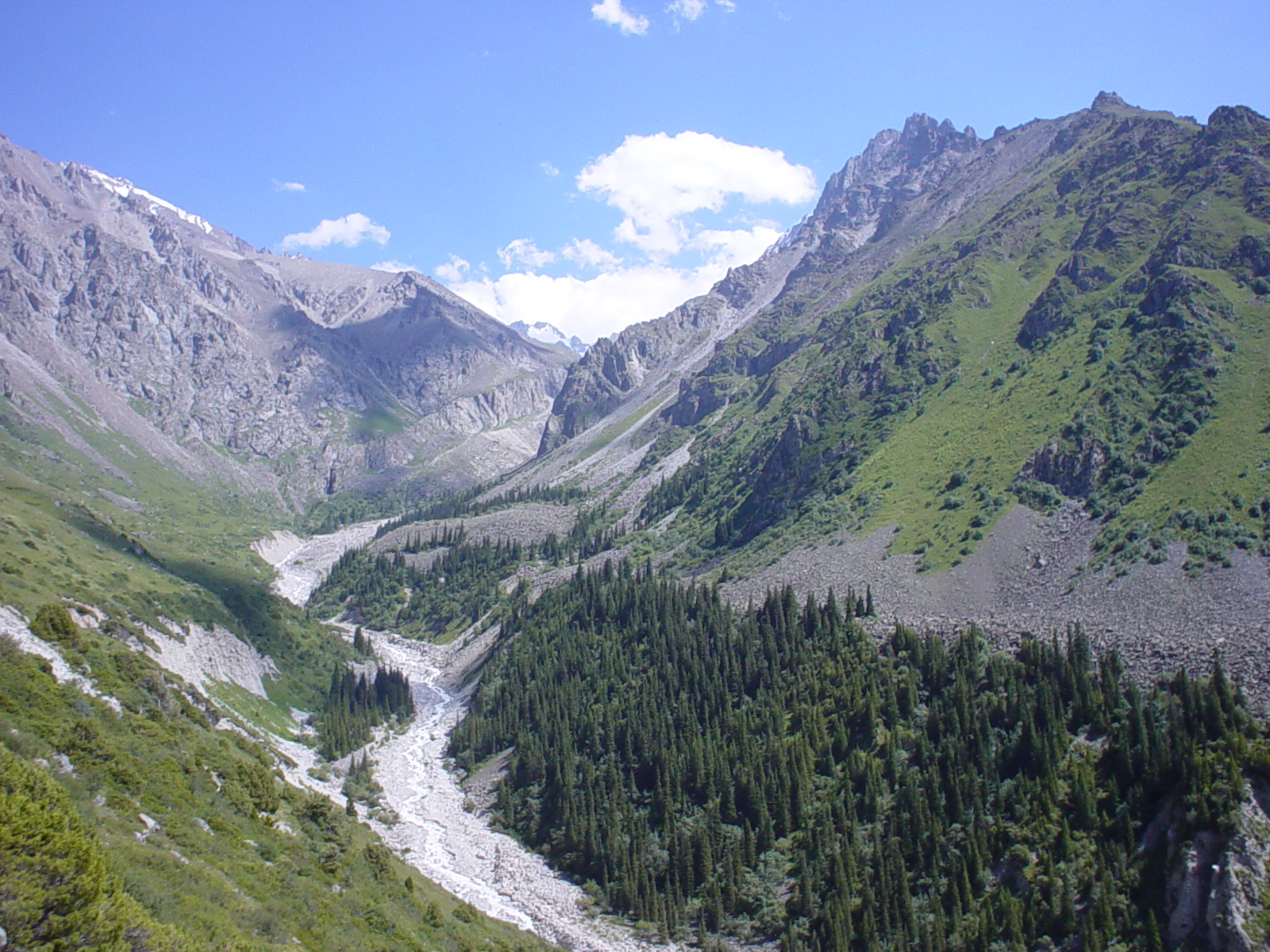
Parque nacional Ala Archa, en el norte de Kirguistán
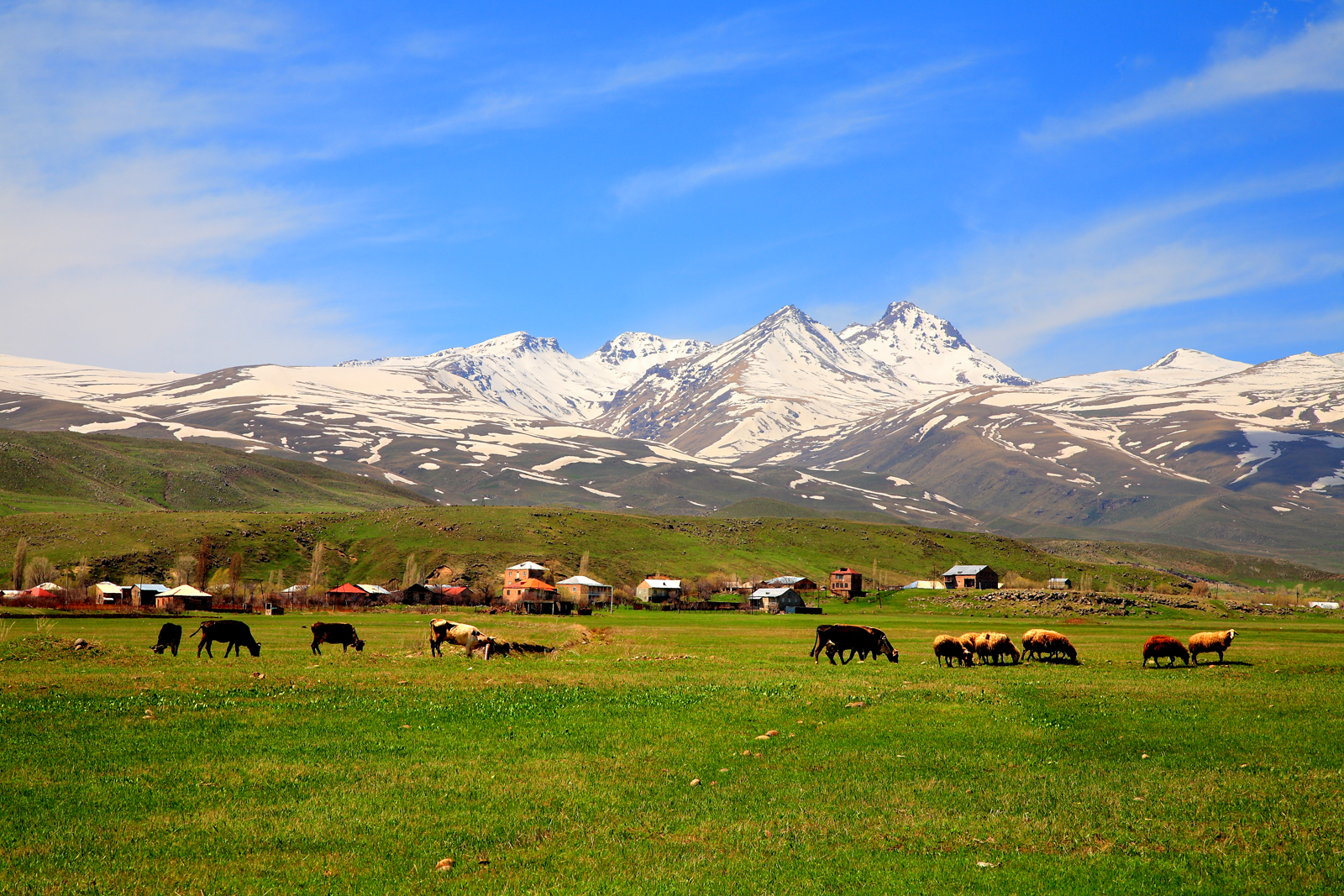
Una vista del Monte Aragáts desde el poblado de Aragatsotn - Armenia
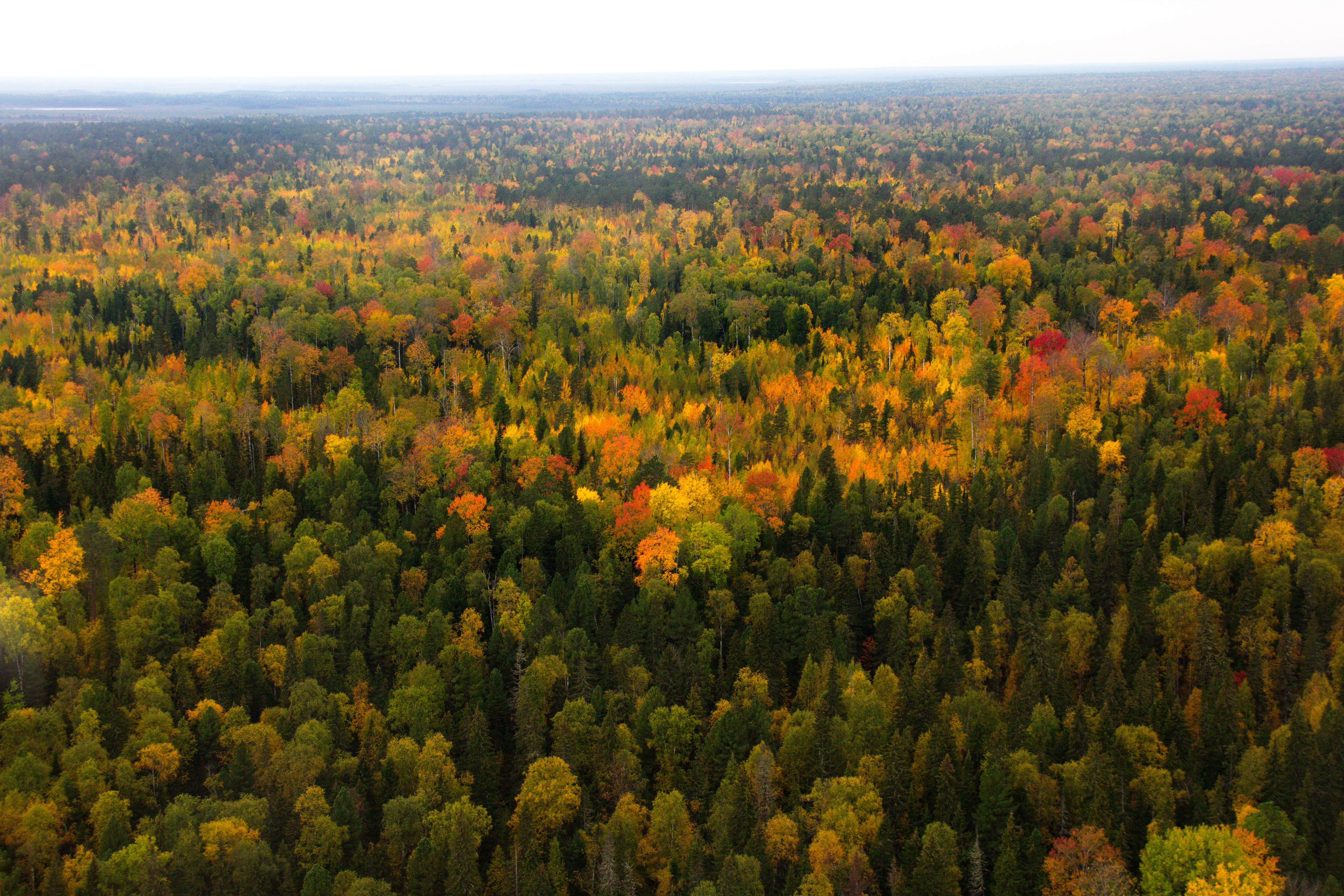
Vista de la taiga en la Reserva natural Yuganski, Janty-Mansi, Rusia

## Países miembros
En el espacio que conforman estos cinco países, con una superficie combinada de 20.3 millones de km² habrá libre movimiento de capitales, mercancías, servicios y mano de obra. Dicha superficie duplica la de países como Estados Unidos, Canadá, China o Brasil. Es más, duplica la de Europa y es un 10% mayor a la superficie combinada de Sudamérica.
| País        | Capital | Superficie     | Población        | PIB per cápita (PPA) | Moneda           |
| ----------- | ------- | -------------- | ---------------- | -------------------- | ---------------- |
| Armenia     | Ereván  | 29.743 km²     | 3.010.600 hab.   | 7.373,532 USD        | Dram             |
| Bielorrusia | Minsk   | 207.600 km²    | 9.481.000 hab.   | 18.161,429 USD       | Rublo bielorruso |
| Kazajistán  | Astaná  | 2.724.902 km²  | 17.439.300 hab.  | 24.019,950 USD       | Tenge            |
| Kirguistán  | Biskek  | 198.500 km²    | 5.895.100 hab.   | 3.361,179 USD        | Som kirguís      |
| Rusia       | Moscú   | 17.125.407 km² | 145.000.285 hab. | 33.250,000 USD       | Rublo ruso       |

 Los datos de las poblaciones son reportados a 1 de enero de 2015 
 Los datos referentes a los PIB per cápita son reportados a 2014 

## Posibles miembros futuros de la unión
- Corea del Norte
- Tayikistán[9]
- Turkmenistán[9]
- Uzbekistán[9]
- Siria[17]

Miembros de la Unión Económica Euroasiática
Estados Observadores de la Unión Económica Euroasiática
Estados candidatos

La unión espera, asimismo, poder ampliar su tamaño a futuro y es por ello que se ha extendido una invitación a los gobiernos de Armenia y Kirguistán para que formen parte de la unión. Armenia se unió la unión económica el 9 de octubre de 2014. Kirguistán se unió la unión económica el 8 de mayo de 2014. Durante el período de transición, los países en vías de adhesión se benefician, como fue el caso de Kirguistán, de un régimen especial: la participación en todas las cumbres y discusiones importantes, se les mantiene informados de la legislación, a través de un procedimiento de consultas y se les da la oportunidad de hacer comentarios sobre las propuestas surgidas dentro de la unión económica. Los países en vías de acceso a la unión, tendrán observadores en todos los cuerpos de la Unión Económica Euroasiática.
Se estimó que Kirguistán se convertiría en miembro de pleno derecho el 1 de mayo de 2015. Sin embargo, el ingreso de dicho estado como país dentro de la Unión Económica Euroasiática no se concretó en dicha fecha. Tras la reunión del Consejo Económico Supremo de Eurasia, el 8 de mayo de 2015, se firmaron una serie de documentos sobre la adhesión de Kirguistán a la organización. Mientras tanto, los jefes de Estado de los países miembros, entre ellos, Almazbek Atambáyev, Presidente de Kirguistán, acordaron la creación de un mercado común de la electricidad en la Unión Económica Euroasiática, y la liberalización de los servicios de transporte rodoviario. Finalmente Kirguistán ingreso como miembro de pleno derecho el 12 de agosto de 2015. Este retraso se debió principalmente a "diferencias de criterios" entre el gobierno kirguís y los demás gobiernos de los países miembros de la UEE, sugiriendo que aún se siguen debatiendo ciertos términos respecto al acceso de Kirguistán dentro del bloque económico. Según el ministro de Economía kirguís, Temir Saríyev, el gobierno de su país se oponía a las demandas de los demás países miembros de realizar inspecciones sanitarias adicionales, más allá de las estipuladas por las regulaciones actuales de la Unión Económica Euroasiática,  de sus productos agropecuarios y otros bienes destinados a la exportación. Además, agregó el ministro, Kirguistán pretende seguir manteniendo las mismas relaciones comerciales con China, sin que éstas se vean modificadas por el ingreso realizado al bloque económico.
Además, en julio de 2015 Siria anunció mediante su primer ministro Wael al-Halqi su intención de incorporarse a la UEE.

## Otros posibles miembros
El presidente ruso Vladímir Putin ha declarado que el objetivo de la Unión Aduanera Euroasiática fue incluir a los ex-estados soviéticos, excluyendo a los tres países bálticos miembros de la UE.
Georgia, Moldavia y Ucrania han sido invitados para unirse tanto a la Unión Europea como la Unión Económica Euroasiática. Estos países optaron por firmar acuerdos mutuos de asociación a la Unión Europea el 21 de marzo de 2014. Sin embargo, las regiones separatistas de Moldavia  (Transnistria), Ucrania (Donetsk y Lugansk) y Georgia (Abjasia y Osetia del Sur) han expresado unirse unilateralmente a la Unión Aduanera Euroasiática e integrarse a la Unión Económica Euroasiática.[cita requerida]
Además, el expresidente kazajo, Nazarbáyev, propuso que Turquía, que si bien no formó parte de la Unión Soviética, también podría convertirse en un miembro asociativo de la UEE, señalando que "no hay diferencias entre el Consejo Túrquico y la UEE".
Cuba, Iran y Moldavia cuenta con el estatus de observadores, Mientras que Birmania y Nicaragua han manifestado oficialmente sus intenciones de unirse.

## Gobierno y Economía
El Tratado de la Integración Incrementada en los Dominios Económicos y Humanitarios, firmado en 1996, puso la primera base para la convergencia económica. El tratado garantiza la creación de un órgano ejecutivo permanente para supervisar la integración. Sirvió como modelo para el futuro mercado común de bienes, servicios, capital y trabajo.

### Mercado interno
El objetivo central del Espacio Económico Único fue el desarrollo de un mercado único y el logro de las "cuatro libertades": la libre circulación de bienes, capitales, servicios y de personas dentro del mercado único, que entró en vigor el 1 de enero de 2015 (el día en que se estableció la Unión Económica Euroasiática). La libre circulación de personas significa que los ciudadanos pueden moverse libremente entre los Estados miembros para vivir, trabajar, estudiar o jubilarse en otro país de la UEE. Los Estados miembros tienen un arancel externo común en todos los bienes que entran en el mercado y han unificado los métodos de valoración de los bienes importados desde la creación de la Unión Aduanera Euroasiática, el 1 de enero de 2010. Los objetivos incluyen la coordinación conjunta en el ámbito de la energía, la industria, la agricultura y el transporte.

### Reglas sobre la competencia económica
La Comisión Económica Euroasiática opera una política de competencia económica para garantizar la igualdad de condiciones competitivas en los mercados de materias primas del Espacio Económico Único. También tiene como objetivo la armonización y la mejora de la legislación entre los países miembros en lo que respecta a la política de competencia económica. La comisión sirve como regulador de la competencia para el mercado único y también es responsable por cuestiones antimonopolistas. Regulaciones especiales limitan la intervención de los Estados en la economía.

### Unión monetaria
El presidente de Kazajistán, Nursultán Nazarbáyev propuso, en 2009, la creación de una moneda común no física, denominada "yevraz" para la Comunidad Económica Euroasiática. Eso tendría, según algunos informes, ayudado a aislar a los países UEE de la crisis económica mundial. Cuando se discutía la creación de la Unión Económica Euroasiática, Vladímir Putin expresó que se podría incluir coordinaciones para una política monetaria incluyendo la creación de una moneda única en el futuro. El presidente bielorruso, Alexander Lukashenko, circuló la idea de la creación de un "nuevo euro" para el bloque económico euroasiático. El 24 de julio de 2014, el vice primer ministro ruso, Ígor Shuválov, expresó que la Unión Económica Euroasiática tendrá una moneda única dentro de 5 a 10 años. Desde 2012, la idea de la nueva moneda conjunta encontró el apoyo de Vladímir Putin y de Dmitri Medvédev, y en 2014 las propuestas fueron redactadas en documentos de la Comisión Euroasiática para el establecimiento de un Banco Central Euroasiático y una moneda común, llamada Altyn (una moneda usada históricamente en Rusia y en varios países turcófonos), que deberá ser introducida en el año 2025.

### Presupuesto
El presupuesto aprobado de la Unión Económica Euroasiática para 2015 supera los 6,6 mil millones de rublos rusos. El presupuesto se forma a partir de las contribuciones de los Estados miembros de la Unión. 6 mil millones de rublos serán destinados a la actividad de la Comisión Económica Euroasiática en 2015, 463 millones de rublos serán reservados para la financiación de la operación y el desarrollo del sistema integrado de información de UEE, diseñado para promover e informar a los consumidores de las actividades de UEE, y más de 290 millones de rublos financiarón las actividades de la Corte de Justicia de UEE. Gastos extras en la infraestructura y el alojamiento de los trabajadores de la Comisión son financiados por Rusia.
Además Rusia anunció que asignaría USD $ 1,2 mil millones para acelerar la entrada de Kirguistán en la Unión. Otros USD $ 177 millones fueron provistos por Kazajistán.
Otros fondos, financiaciones e inversiones adicionales por el Banco de Desarrollo Euroasiático van a proyectos que promuevan la integración y el comercio de los Estados miembros de la UEE (y los Estados que se quieran unirse a esta Unión).
En septiembre de 2014, las inversiones totales del banco (incluyendo proyectos terminados) ascendieron a 5 270 millones de dólares. Las inversiones actuales del banco ya totalizaron 3 630 millones de dólares. Su capital autorizado era de 7 000 millones de dólares en 2014.

### Energía

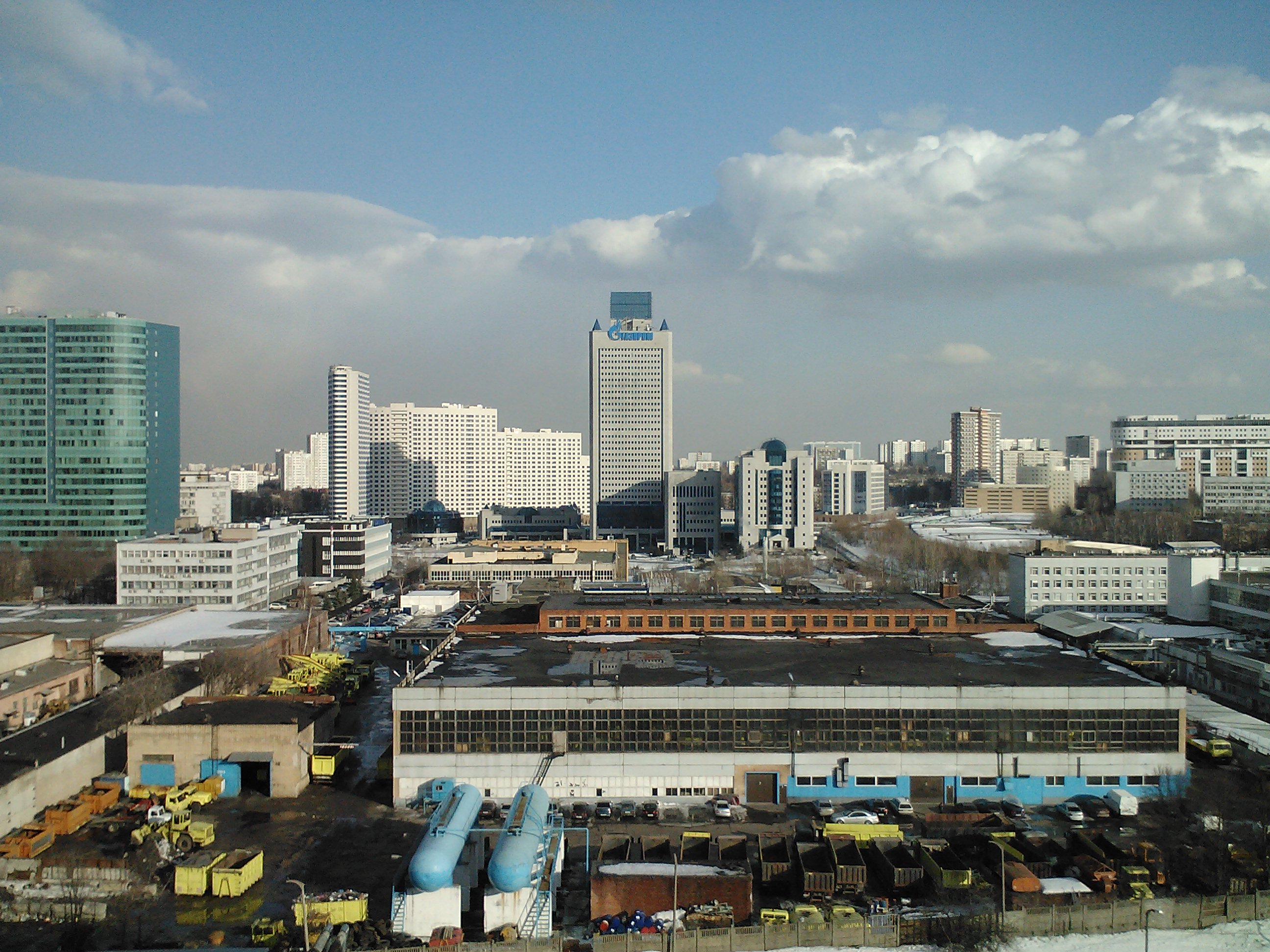
Vista de la sede de la Gazprom, Moscú, el mayor extractor mundial de gas

La Unión Económica Euroasiática es vista como una superpotencia energética. Produjo aproximadamente 20.7 % del gas natural del mundo, y el 14.6 % de petróleo y gas natural condensado del mundo en 2012, por lo que es el mayor productor del mundo en ambos dominios. También produce el 9 % de la energía eléctrica mundial y el 5.9 % de carbón del mundo, convirtiéndose en el tercer y cuarto productor del mundo, respectivamente. En Kazajistán, la energía es el sector económico principal. El país tiene alrededor de 4 mil millones de toneladas de reservas comprobadas de petróleo recuperable y 2 000 kilómetros cúbicos de gas. Kazajistán es el 17.º mayor exportador de petróleo del mundo y 23.º exportador mundial de gas natural. Rusia tiene las mayores reservas de gas natural del mundo.
En 2019, Rusia, Kazajistán, Bielorrusia y Armenia tienen la intención de crear un mercado común de la electricidad, así como un mercado único de hidrocarburos en 2025. "Con la creación de un único mercado de hidrocarburos, vamos a tener una coordinación más profunda que nos permitirá ser más competitivos tanto en términos de precio como en términos de obtener productos de alto valor añadido en este mercado muy interesante e importante", declaró el Comisario Euroasiático Daniyal Akhmetov.

### Infraestructuras

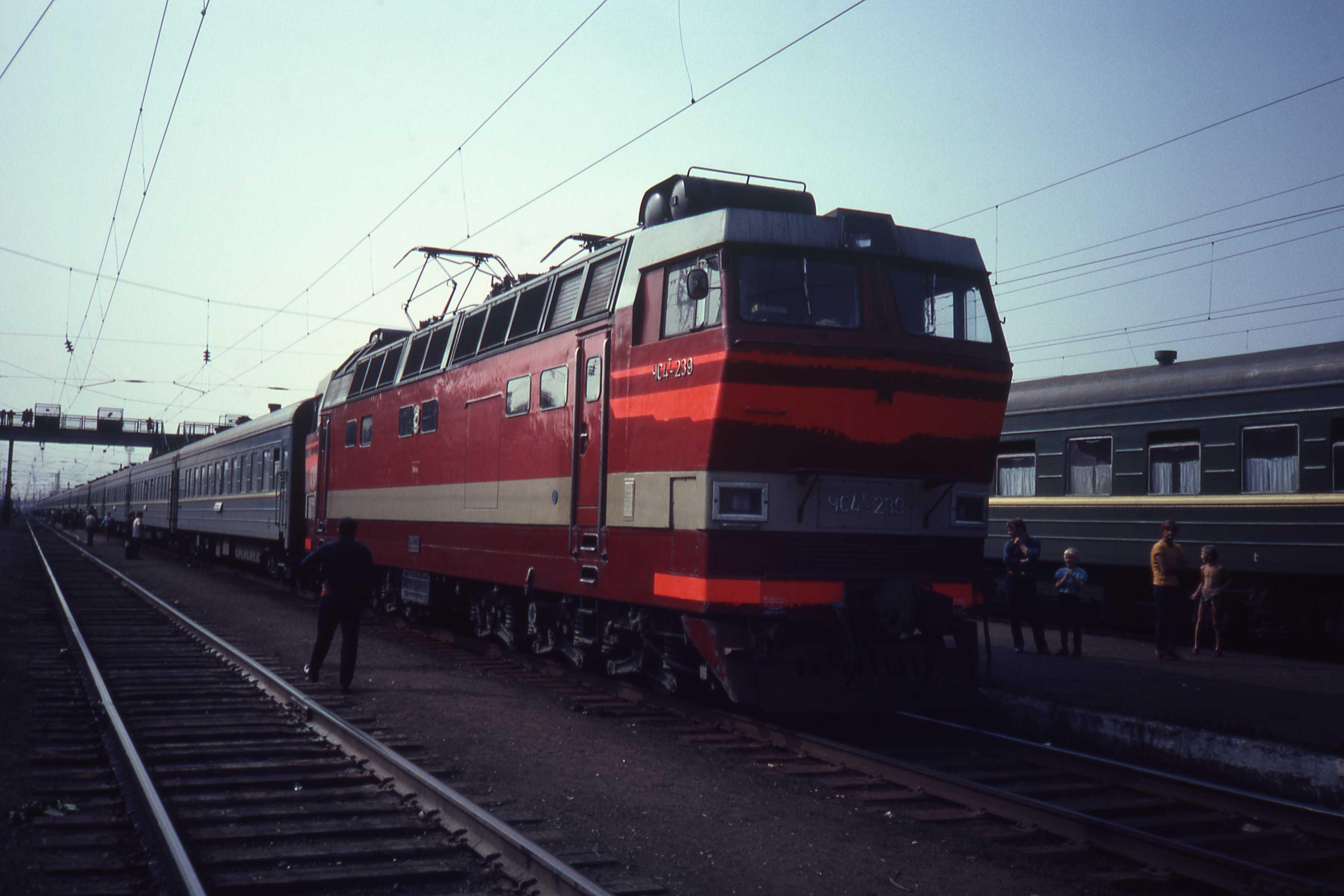
El ferrocarril transiberiano es un enlace vital entre las regiones occidentales de la Unión y el Extremo Oriente.

Los principales centros económicos son Moscú, Minsk, Almatý, Ereván y a partir de 8 de mayo de 2015, también Biskek.
Una cantidad de proyectos infraestructurales importantes comenzaron a ejecutarse durante la década de 2000 con el fin de modernizar y conectar el bloque regional a otros mercados, facilitando tanto la integración como el comercio en la región. En 2007, las autoridades rusas anunciaron que invertirán el equivalente a un billón de dólares americanos hasta 2020 para modernizar la infraestructura del país.
Kazajistán se clasifica favorablemente en términos de kilómetros de carretera por habitante, una vez que otros países desarrollados del mundo tienen mucho menos kilómetros de carretera por habitante.
Los ferrocarriles han sido la principal forma de vincular las regiones y países de la Unión Económica Euroasiática desde el siglo XIX. Siempre ha sido el principal medio de transporte en el Imperio ruso y Unión Soviética hasta hoy. La Unión ocupa el segundo en el mundo en términos de vías férreas. Sin embargo, todavía está tratando de mejorar el comercio transfronterizo dentro de la unión.
El Banco de Desarrollo Euroasiático se ha comprometido a ayudar en la construcción de instalaciones para producir fletes de nueva generación de coches y contenedores de carga en Tikhvin, Rusia y en Osipovichi, Bielorrusia para responder a la creciente demanda de transporte ferroviario. Los proyectos también se han puesto en marcha en Kazajistán, una vez que este país sin costa marítima es altamente dependiente de los ferrocarriles para el comercio.

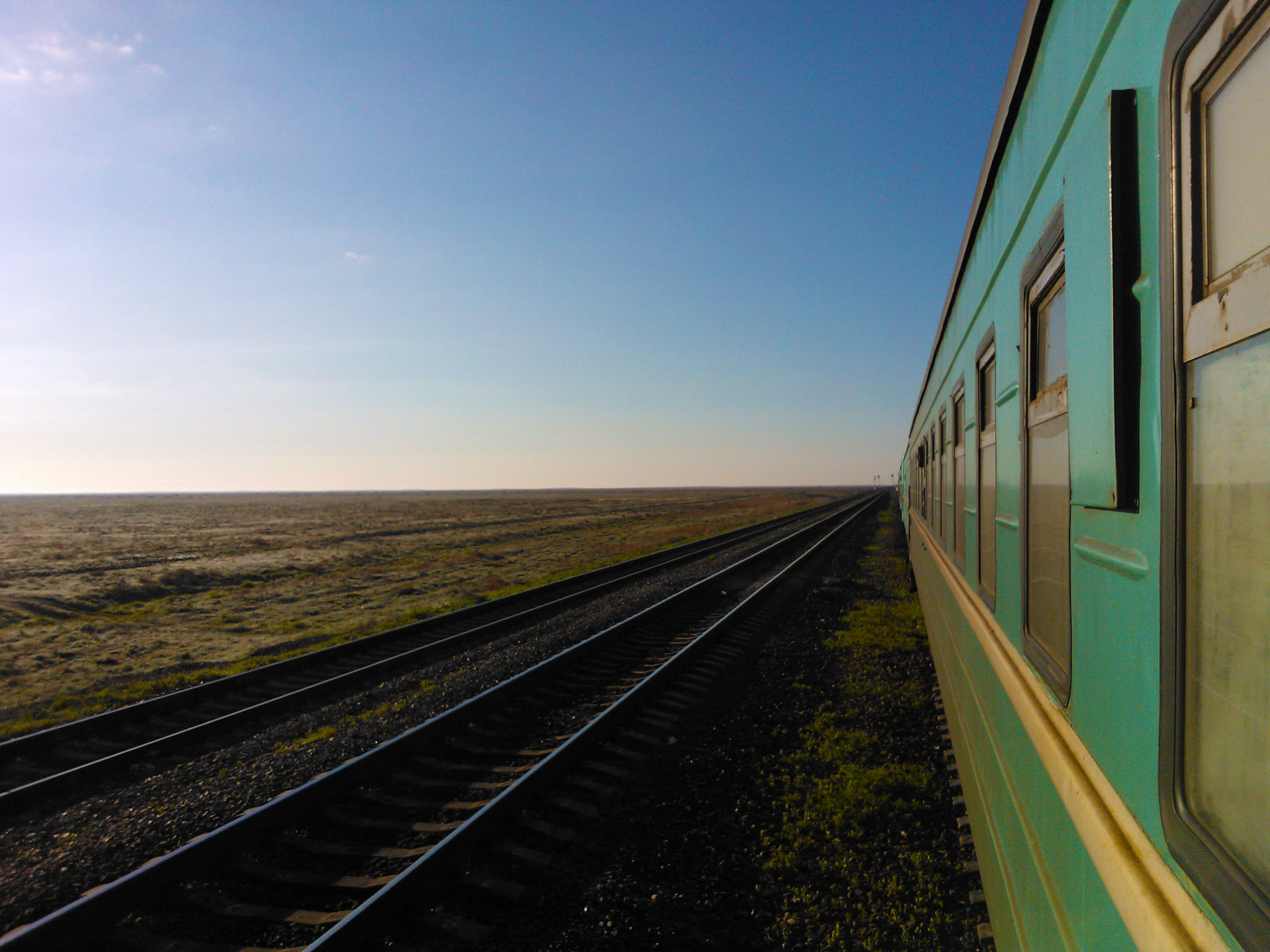
El Ferrocarril Turquestán–Siberia conecta los países de Asia Central a la Siberia.

El Ferrocarril transasiático y la red vial de Asia (Asian Highway Network) son proyectos de cooperación entre los países de Asia y Europa que han ayudado a mejorar los sistemas de carreteras y ferrocarriles en toda la región. 6 de las 8 principales autopistas de Asia pasan por la Unión Económica Euroasiática (AH3, AH4, AH5, AH6, AH7 e AH8). Las carreteras conectan la UEE a muchos países incluyendo Finlandia, Turquía, Irán, Pakistán, India, Laos, Tailandia, Birmania y China. La AH6 pasa a través de la autopista Trans-Siberiana de Rusia, que tiene una extensión de más de 11.000 kilómetros. El gran eje ferroviario, conocido como el "puente de tierra de Eurasia" permite que las mercancías sean transportadas desde China y desde la UEE hacia Europa. Una expansión de la línea de ferrocarril original, nombrado como el "Nuevo Puente de Tierra de Eurasia", proporciona un enlace ferroviario ininterrumpido entre China y la UEE. Las conversaciones con China, India y Birmania están en curso para ampliar la red ferroviaria. En junio de 2014, se anunció que Rusia, Corea del Norte y Corea del Sur cooperarían para ampliar el puente de tierra de Eurasia para conectar la península. Ventajas de la exportación de productos por ferrocarril a través de la UEE incluyen la reducción de los costes de transporte, así como de los tiempos de envío. Los ferrocarriles también tienen un mayor potencial de expansión, ya que están siendo consideradas futuras construcciones de líneas ferroviarias de alta velocidad.

### Cielo Único Euroasiático

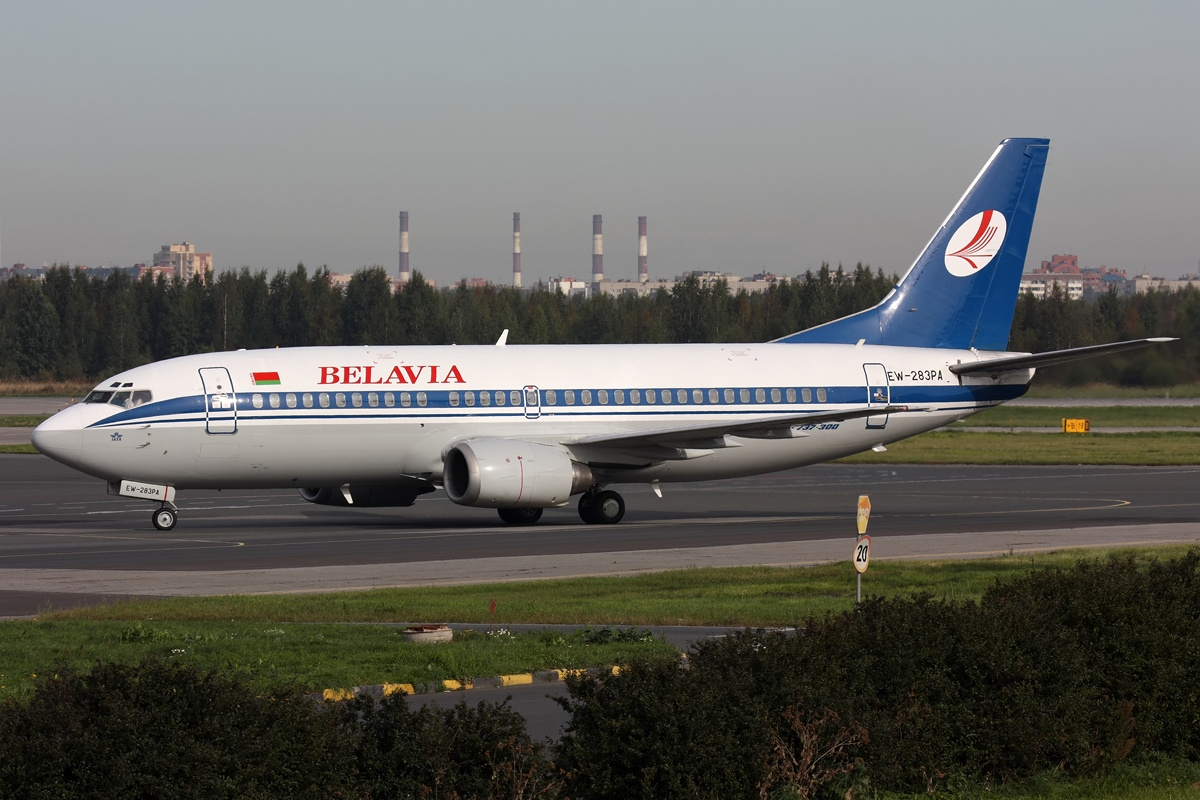
Aeronave de la aerolínea bielorrusa Belavia en el Aeropuerto de Pulkovo, San Petersburgo, Rusia

El programa Cielo Único Euroasiático, administrado por la Comisión Económica Euroasiática, describe la creación de un mercado único de servicios aéreos y una sola zona de tráfico aéreo. La zona única de tráfico aéreo facilitaría a las compañías aéreas la elaboración de nuevas rutas de vuelo, hecho que permitiría aumentar el número de vuelos a través de la región. El Comisario Eurasoasiático Daniyal Akhmetov dijo que su creación sería llevada a cabo en un proceso gradual. En junio de 2014, la aerolínea bielorrusa Belavia declaró que estaba lista a avanzar hacia el desarrollo del Cielo Único Euroasiático. Los términos y las condiciones de operación en el mercado común de la aviación aún no han sido acordados. Sin embargo, es probable que el proyecto sea modelado de forma semejante al Cielo Único Europeo, de la Unión Europea. Según los informes, el proyecto ayudará a convertir el espacio aéreo de la Unión Económica Euroasiática en un centro de tránsito entre Europa, el sudeste asiático y otros continentes. "Debemos entender que en la actualidad, las empresas de aviación de Kazajistán y Bielorrusia no son capaces de competir con las compañías de aviación de Rusia. Por lo tanto, el programa prevé un escalonamiento, con el objetivo de crear un entorno competitivo y así sucesivamente", dijo el Comisario Euroasiático Akhmetov.

### Agricultura

Campos de centeno en Rusia

La Unión Económica Euroasiática es el principal productor de remolacha azucarera y girasol, produciendo el 18,6% de la remolacha de azúcar del mundo y el 22,7% de los girasoles del mundo en 2012. Es también uno de los principales productores de centeno, cebada, alforfón, avena y semillas de girasol, así como un grande productor de patatas, trigo y grano (y leguminosas de grano).
Parte de las competencias de la Comisión Económica Euroasiática son los subsidios agrícolas. Es responsable de la coordinación de la elaboración de políticas agrícolas entre los Estados miembros y de la garantía de la seguridad alimentaria colectiva. El Banco de Desarrollo Euroasiático financia proyectos para promover la integración y el desarrollo de la agricultura. Se ha desembolsado aproximadamente 470 millones de dólares para proyectos entre 2008 y 2013.

### Impacto económico proyectado

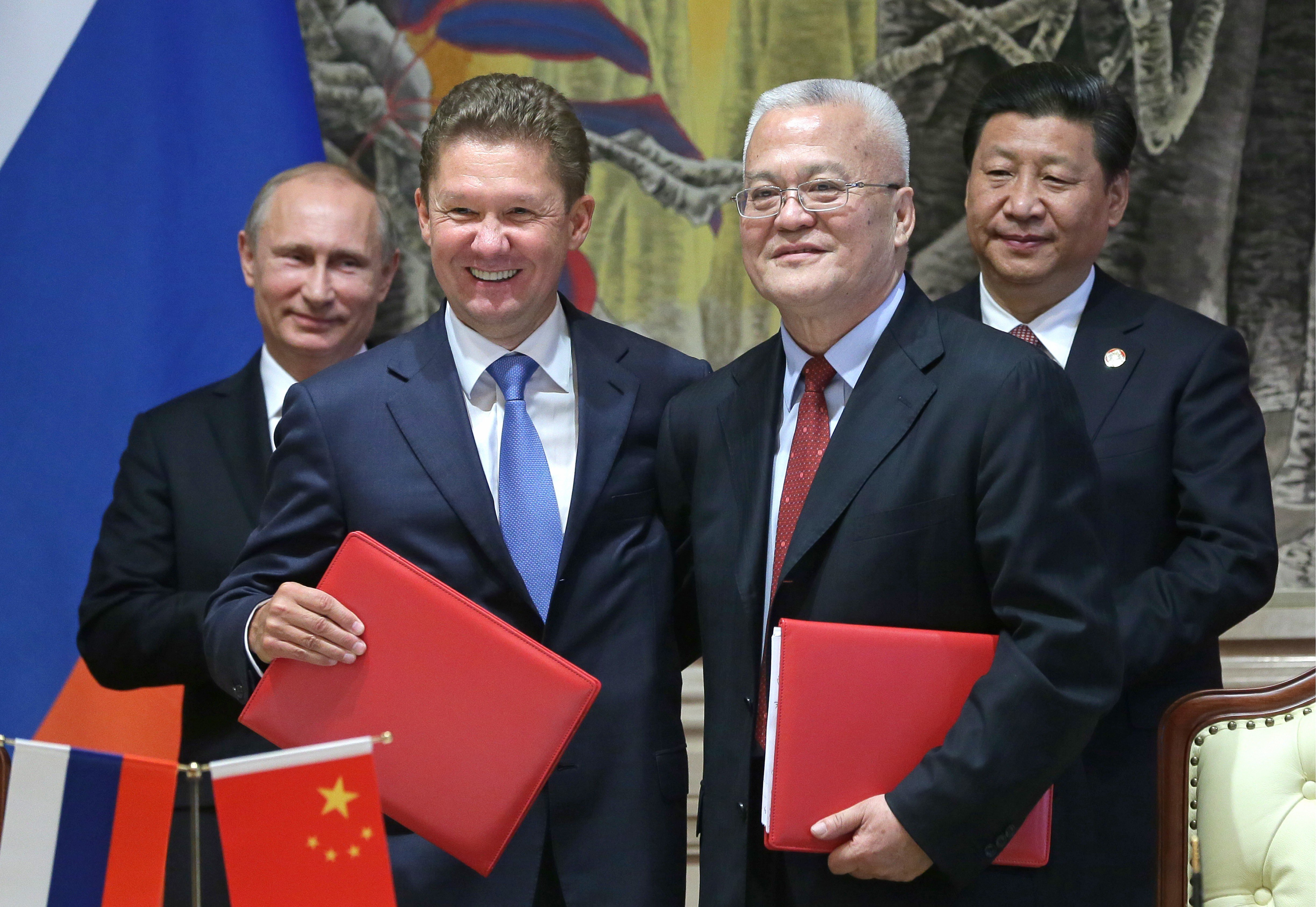
El 21 de mayo de 2014, Rusia y China firmaron un contrato de suministro de gas en el valor de 400 mil millones de dólares. Desde 2019, Rusia planea vender gas natural a China durante los 30 años siguientes.

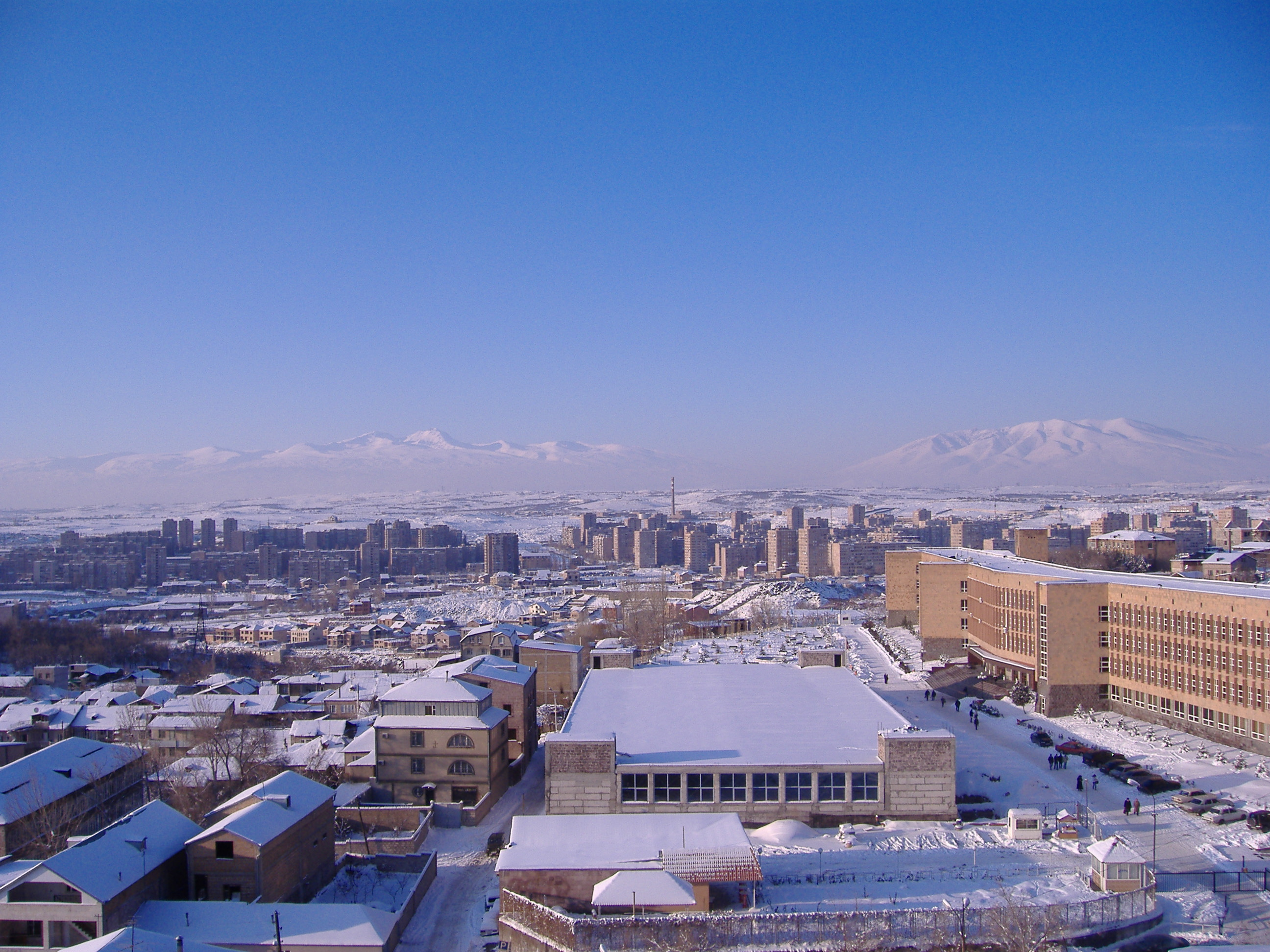
Universidad Ruso-Armenia (al centro y a la derecha) en Ereván, la capital de Armenia

Los Estados miembros siguen siendo optimistas de la unión y los socios clave en la región, a saber, China, Irán y Turquía se mantienen interesados en realizar intercambios económicos con ella. Se estima que la Unión Económica Euroasiática tiene un gran potencial en las próximas dos décadas, con los expertos prediciendo un crecimiento adicional del 25 % en el PIB de los Estados miembros en 2030, lo que equivale a más de 600 000 M$. El acuerdo dará a los ciudadanos de los Estados miembros la posibilidad de acceso a empleo y educación a lo largo de todos los países miembros de la Unión Económica. Supondrá también la implementación de políticas de colaboración en muchos sectores como la agricultura, la energía, la tecnología y el transporte. Empresarios, políticos e intelectuales surcoreanos han expresado satisfacción por la creación de la UEE, señalando que podría impulsar las relaciones entre Corea del Sur y los países miembros, particularmente con Kazajistán, donde hay muchas inversiones surcoreanas.
El expresidente y ex primer ministro ruso Dmitri Medvédev declaró que tanto las experiencias positivas y negativas de la Unión Europea se tendrán en cuenta y argumentó que la Unión Económica Euroasiática evitará los problemas de carencias económicas y la disparidad entre los países, tal como los verificados en la eurozona, ya que los países miembros tienen un nivel comparable de desarrollo económico, así como historia y valores comunes.
La firma de auditoría y consultoría PwC proyectó para los países de la UEE, incluyendo Kirguistán, un crecimiento económico (en términos de PIB PPA) de 61% entre 2013 y 2019, bastante superior al crecimiento previsto de 32% en la UE durante el mismo período.
Los Estados Unidos, la Unión Europea así como otros países se han expresado escépticos y críticos respecto a la Unión Económica Euroasiática. Analistas han indicado que sin verdaderas reformas económicas y modernización, la unión económica tendrá poco impacto a nivel global. La revista The Economist señaló que las supuestas ventajas que traerían a los países al unirse a la Unión Económica Euroasiática son poco claras y además subrayó que "El acuerdo fue vago, con detalles técnicos sin resolver, haciéndolo parecer un espectáculo político más que uno económico". Otros medios también han declarado que sin Ucrania, que ha expresado su interés en integrar la Unión Europea, la Unión Económica Euroasiática no podrá contar con un estado miembro clave para el éxito de dicha unión. El semanario Bloomberg Businessweek publicó en una de sus ediciones que "unirse a la Unión Euroasiática de Putin aparenta ser un mal negocio, incluso para la misma Rusia". "Dicha Unión realmente no va a ser registrada en el radar de la economía global", dijo un analista en un encuentro llevado a cabo en el Instituto de Estudios de Seguridad de la Unión Europea.
En noviembre de 2011, Vladímir Putin formuló declaraciones respecto a que la Unión Económica Euroasiática se construiría sobre los "mejores valores de la Unión Soviética". Sin embargo, dichas expresiones han despertado críticas, las cuales indican que ese impulso hacia la integración tiene como objetivo restaurar el "imperio soviético".
Otros de los puntos en los que se hace hincapié es en la inestabilidad de la economía rusa en los últimos meses de 2014 y 2015, que ha repercutido en los demás Estados miembros de la unión. Las sanciones económicas que la Unión Europea, Estados Unidos y otros países occidentales impusieron a Rusia por su rol en la guerra en el este de Ucrania, y la fuerte devaluación del rublo generaron efectos secundarios no favorables para los miembros periféricos de la Unión Económica Euroasiática. Rusia suprimió las importaciones de alimentos provenientes de Bielorrusia en diciembre de 2014 alegando que ciertos productos no cumplían algunos requisitos sanitarios y que su país vecino reenvasaba productos provenientes de la Unión Europea para luego ser comerciados en Rusia, país que por ley prohíbe la importación de ciertos productos alimenticios procedentes de la Unión Europea. En respuesta, el gobierno bielorruso prohibió las importaciones de ciertos productos provenientes de la Federación Rusa. Este tipo de medidas conforman un antecedente poco favorable e impropio de una unión económica que en sus postulados indica que los bienes, capital y trabajo pueden circular libremente a través de las fronteras. Tras las conversaciones entre Rusia y Bielorrusia, en una reunión de la Comisión Económica Euroasiática, el ministro de Agricultura de Bielorrusia defendió la armonización de las normas veterinarias entre los dos países y fue acordado el levantamiento de las restricciones comerciales impuestas previamente al nivel de ciertos productos alimentarios.
La caída del valor de la divisa rusa en casi un 70 % en 2014, ha tenido efectos contagiosos en los demás países periféricos de la unión. Bielorrusia impulsó un impuesto de 30 % para la compra de divisas el 19 de diciembre de 2014, luego de que la población se volcara a las casas de cambio en busca de divisas extranjeras por temor a que la devaluación del rublo ruso repercutiera en el rublo bielorruso. El 8 de enero de 2015 el impuesto fue cancelado y se implementaron nuevas tarifas para la compra de divisa extranjera, sin embargo, el rublo bielorruso perdió el 26.4 % de su valor respecto al 19 de diciembre anterior. Kazajistán también puso un impuesto a la compra de divisas extrajeras y a principios de febrero de 2015 devaluó su moneda, el tenge un 19 %. El som kirguís perdió el 17 % de su valor respecto al dólar en 2014. Este tipo de fenómenos, pone en evidencia el desigual peso económico que tiene Rusia respecto al resto de los estados integrantes de la UEE y la permeabilidad de los miembros periféricos a los vaivenes de la economía rusa.
Otra de las observaciones que se hace sobre el bloque económico es su proteccionismo al aplicar altas barreras arancelarias para el comercio por fuera de las fronteras de la UEE. Estas tasas de aduana elevadas fomentan el comercio entre los países miembros, pero como contrapeso dificulta el comercio con terceras partes. Esto es motivo de críticas, ya que se lo percibe como una camino para amarrar a los países más pequeños del bloque a la órbita de Rusia y alejarlos de otros mercados.

### Expectativas relativas al comercio con Asia

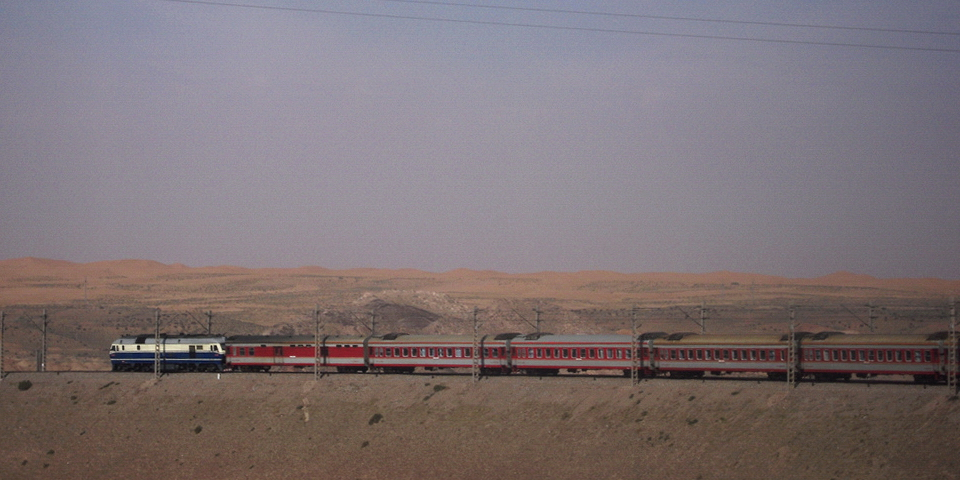
Línea de ferrocarril Lanzhou-Xinjiang, un tramo del Nuevo Puente de Tierra de Eurasia (también llamado Nuevo Puente Continental de Eurasia), que une China a Europa, cruzando a través de Kazajistán, Rusia y Bielorrusia.

La Unión está buscando activamente un aumento del comercio con Asia Oriental. Se iniciaron conversaciones para la cooperación comercial oficial con ASEAN. Oficiales de ambos bloques discutieron las oportunidades para el desarrollo de la cooperación entre ellos. La presidenta de Corea del Sur, Park Geun-hye puso en marcha una "Iniciativa Euroasiática", que busca conectar los enlaces en los sectores de los transportes, electricidad, gas y petróleo, entre Europa occidental y Asia oriental. La iniciativa es muy similar al proyecto chino de larga data, conocido como "Nueva Ruta de la Seda". Los miembros de la Unión acordaron intensificar las conversaciones con Vietnam en la creación de un Zona de libre comercio, para fortalecer la cooperación con China, en particular en el intercambio de información sobre los bienes y servicios, y en la creación de grupos de expertos para desarrollar regímenes comerciales preferenciales con Israel e India.
Mientras, China ha propuesto recientemente una zona de libre comercio con la Unión Económica Euroasiática (UEE), que revela un mayor interés en el establecimiento de relaciones comerciales no solo con los países miembros de la UEE, sino sobre todo un interés en sus relaciones con este bloque económico.
El 8 de mayo de 2015,  el presidente ruso, Vladímir Putin, y el líder de China, Xi Jinping, han firmado un decreto sobre la cooperación destinada a vincular la evolución de la Unión Económica Euroasiática con el proyecto económico "Ruta de la Seda". En la misma reunión, ambos líderes firmaron varios acuerdos energéticos, comerciales y financieros, dirigidos a fortalecer los lazos económicos entre ambos los países. Después de la reunión, Putin dijo que "La integración de los proyectos de la Unión Económica Euroasiática y Ruta de la Seda significa el alcance de un nuevo nivel de asociación y en realidad implica un espacio económico común en el continente."

## Instituciones

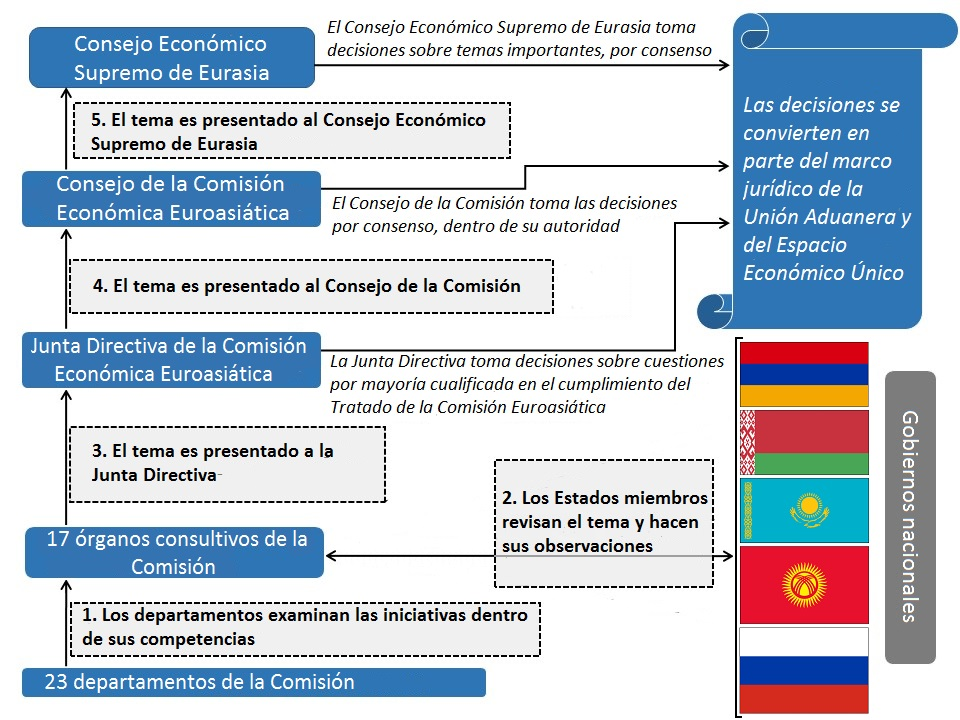
Esquema del proceso de toma de decisiones de la Unión Aduanera Euroasiática y del Espacio Económico Único

La Unión Económica Euroasiática ha procurado basar su modelo en la Unión Europea.
Las decisiones importantes para la Unión Económica Euroasiática son abordadas por el Consejo Económico Euroasiático Supremo, que es compuesto por los jefes de Estado de los Estados miembros. El Consejo Supremo determina la estrategia, la dirección y las perspectivas de la integración y toma decisiones encaminadas a la consecución de los objetivos de la Unión.
La Comisión Económica de Eurasia lleva a cabo su trabajo en conformidad con el Tratado de la Comisión Económica Euroasiática (CEE) y con los acuerdos internacionales que constituyen el marco jurídico y normativo de la Unión Aduanera Euroasiática y del Espacio Económico Único.

### Sedes de las principales instituciones
- Comisión Económica Euroasiática  - Moscú, Rusia
- Banco de Desarrollo Euroasiático - Almaty, Kazajistán
- Corte de Justicia - Minsk, Bielorrusia

### Comisión Económica Euroasiática
Con sede en Moscú, Rusia, la Comisión Económica Euroasiática es un cuerpo gobernante supranacional del Espacio Económico Euroasiático, el cual comenzó el 1 de enero de 2012.
El acuerdo firmado en 18 de noviembre de 2011 por el primer ministro de Rusia Dmitri Medvédev, el presidente de Kazajistán Nursultán Nazarbáyev y presidente de Bielorrusia Aleksandr Lukashenko, estableció la Comisión Económica Euroasiática, el órgano de gobierno supranacional del Espacio Económico Euroasiático. La Comisión Euroasiática fue modelada de forma semejante a la Comisión Europea.
La Comisión supervisa departamentos subordinados y órganos consultivos. Sus departamentos fueron enormemente ampliados el 1 de enero de 2015, y el número de empleados internacionales aumentó de 150 para 1200.
La Comisión Euroasiática puede tomar decisiones no solo en asuntos relacionados con la política aduanera de la Unión, sino también en cuestiones macroeconómicas, así como en el reglamento de competencia económica, en la política energética y en la política fiscal de la Unión Económica Euroasiática. Cuenta con leyes estrictas contra la corrupción.
La Comisión Económica Euroasiática se compone de dos órganos:

#### Consejo
El Consejo se compone por los Viceprimer Ministros de los Estados miembros. El Consejo de la Comisión supervisa los procesos de integración en la Unión, y es responsable de la gestión general de la Comisión Euroasiática. Supervisa la Comisión a través de su aprobación de los proyectos de los presupuestos de la Unión, así como de la definición del número máximo de personal y de los requisitos sobre las calificaciones de los empleados de la Comisión. El consejo se reúne una vez cada trimestre.
También se ocupa de los temas de la cooperación aduanera, el comercio y el desarrollo de la integración euroasiática. El consejo celebra periódicamente debates sobre los aspectos importantes de la UEE y se reúne con representantes de las empresas de los Estados miembros.

#### Junta directiva

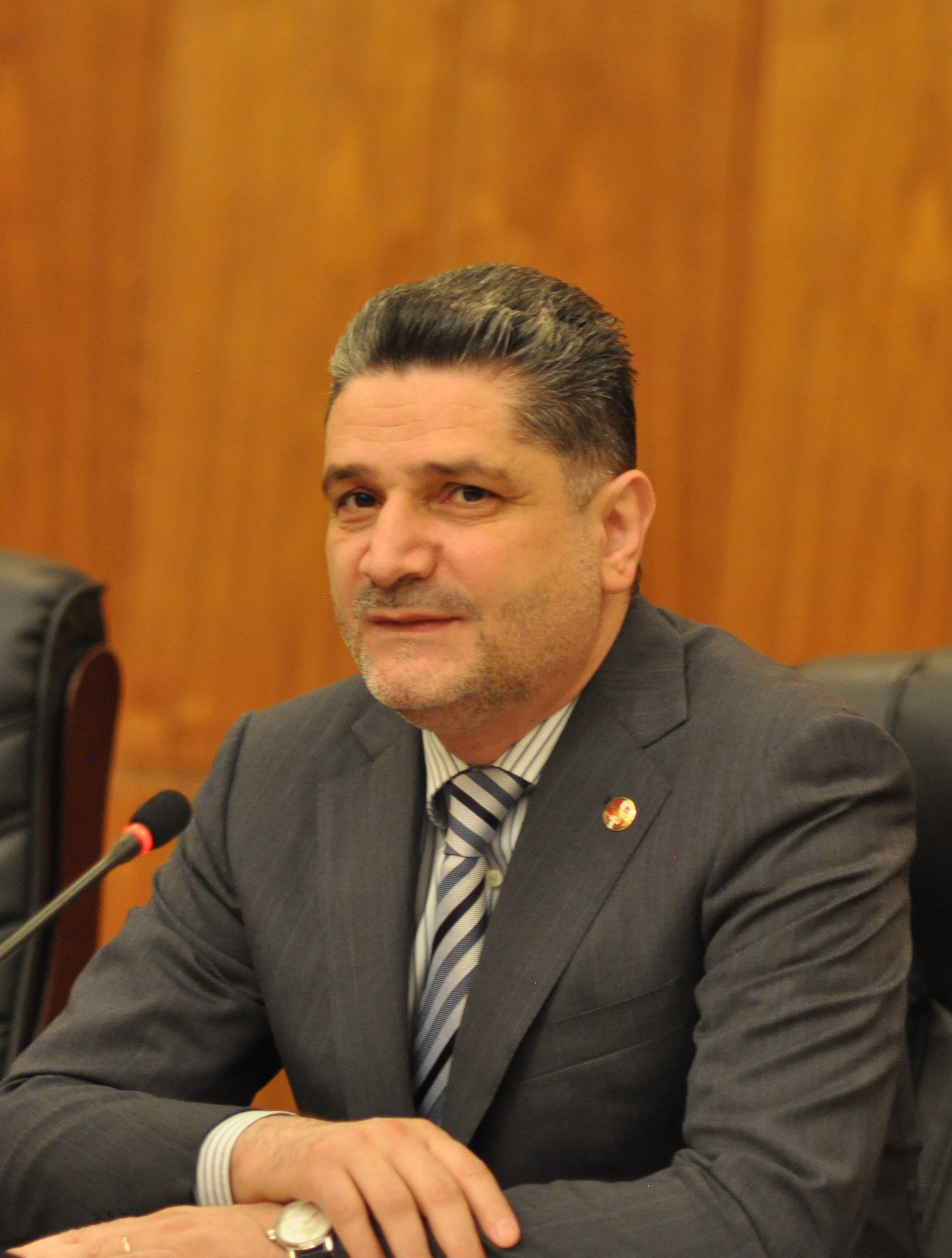
El armenio Tigran Sargsián fue el presidente de la Comisión Euroasiática desde el 1 de febrero de 2016 hasta 2020.

La Junta Directiva se compone de un conjunto de comisarios, uno de los cuales es su presidente. Cada Estado miembro dispone de 3 comisarios en la Junta Directiva de la Comisión Euroasiática, que llevan a cabo la gestión operativa y supervisan el trabajo cotidiano de la Comisión Euroasiática. Todos los comisarios son nombrados por el Consejo Supremo Euroasiático por un período renovable de cuatro años. Los comisarios también reciben el estatus de Ministros Federales en sus respectivos países.
La Junta Directiva es el órgano ejecutivo de la Comisión. Se reúne al menos una vez cada semana, y es responsable de la gestión diária de la UEE. Cuenta con una amplia gama de actividades, incluyendo el seguimiento de la aplicación de los tratados, la presentación de los informes anuales y la preparación y exposición de recomendaciones. La Junta Directiva de la Comisión también ayuda a los Estados miembros en la solución de litígios, y lleva a cabo el proyecto de presupuesto de la Unión. Una parte de sus actividades incluye la intermediación entre los departamentos de la Comisión y los jefes de Estado de los Estados miembros.
Varios departamentos están a cargo de los comisarios. El personal de rango inferior se compone de funcionarios de los Estados miembros, en números proporcionales a la población de cada uno de estos estados. Los departamentos permiten la toma de decisiones por la Junta Directiva de la Comisión Euroasiática, no solo con respecto a las políticas aduaneras, sino también en las áreas de la macroeconomía, la regulación de la competencia económica, la política energética y la política financiera. Los departamentos de la Comisión también están involucrados en la contratación gubernamental y en el control de la migración laboral.

### Banco de Desarrollo Euroasiático

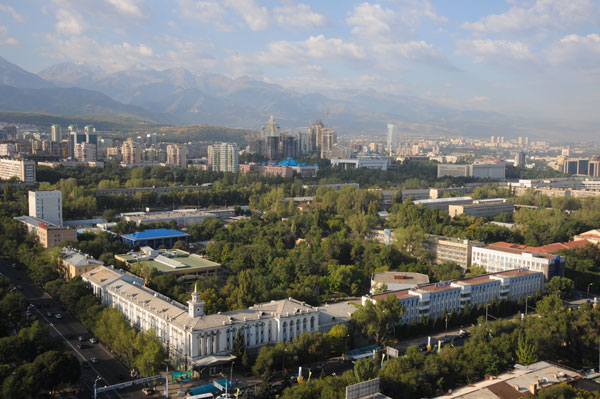
En la ciudad de Almaty, en Kazajistán, se encuentra la sede del Banco de Desarrollo Euroasiático.

Con sede en Almaty, Kazajistán, el Banco de Desarrollo Euroasiático tiene como misión facilitar el desarrollo de las economías de mercado, el crecimiento económico y la expansión del comercio de sus Estados miembros por medio de inversiones. Los objetivos del banco también incluyen la financiación de proyectos que apoyan la integración euroasiática. El Banco tiene un presupuesto de más de US $ 4,5 mil millones para proyectos de inversión en sus Estados miembros.
El Presidente del Consejo de Administración es elegido por cuatro años y podrá ser reelegido para un solo mandato adicional.
El Banco de Desarrollo Euroasiático edita numerosas revistas, informes y estudios que incluyen el análisis de la integración económica regional, a saber, la integración del mercado y la convergencia económica. El primer aspecto se evalúa sobre la base de seis índices que miden la integración en los ámbitos del comercio, la migración laboral, la ingeniería eléctrica, la agricultura, la educación y las inversiones. El segundo aspecto se evalúa sobre la integración regional en el ámbito de la macroeconomía, la política monetaria, la política fiscal y la política financiera. A continuación, supervisa y promueve proyectos para profundizar la integración en los Estados miembros. El Anuario de Integración Euroasiática (Eurasian Integration Yearbook), una publicación anual, destaca y publica artículos en un amplio espectro de temas clave de la integración regional.

### Parlamento Euroasiático
En 2012, la creación del Parlamento Euroasiático fue considerada. Sin embargo, aún es considerada como prematura su creación, en cambio, los Estados miembros han considerado la creación de una Asamblea Interparlamentaria de la Unión Económica Euroasiática, cuya función es facilitar la interacción entre los parlamentos de los Estados miembros y trabajar para la armonización de las leyes nacionales y los códigos legales de los Estados miembros.
El presidente ruso Vladímir Putin ha apoyado la idea de la creación del Parlamento Euroasiático.

### Corte de Justicia
En 2015, el Tribunal de la Unión Económica Euroasiática sustituye al Tribunal de la Comunidad Económica Eurasiática (EurAsEC). Está a cargo de la resolución de litígios y de la interpretación del ordenamiento jurídico de la Unión Económica Euroasiática. La sede oficial se encuentra en Minsk, Bielorrusia. De acuerdo con el segundo anexo al Tratado de Astaná, el tribunal es compuesto por dos jueces de cada Estado miembro, nombrados por el Consejo Supremo Euroasiático. Sus mandatos son de 9 años.

## Divisas de los países miembros
Las intenciones de dotar a la Unión Económica Euroasiática de una moneda única cuenta con el apoyo de general de todos los países miembros y en 2014 se sugirió entre las propuestas redactadas en documentos de la Comisión Euroasiática, que se cree el Banco Central Euroasiático y que el mismo sea el responsable de la emisión de una moneda común, llamada Altýn, que se estima que a partir del año 2025 entre en vigencia. Actualmente, los cinco países conservan sus propias divisas con diferentes tasas de cambio:
| País        | Moneda           | ISO | Inflación anual (Año) | Tasa de cambio                                                                                    | Fecha cambio         |
| ----------- | ---------------- | --- | --------------------- | ------------------------------------------------------------------------------------------------- | -------------------- |
| Armenia     | Dram             | AMD | 2,50% (2014)          | 1 RUB = 7,27 AMD 1 KZT = 1,74 AMD 1 EUR = 534,41 AMD 1 CNY = 74,52 AMD 1 USD = 473,81 AMD         | 5 de octubre de 2015 |
| Bielorrusia | Rublo bielorruso | BYR | 17,10% (2014)         | 1 RUB = 268,70 BYR 1 KZT = 65,32 BYR 1 EUR = 19.783 BYR 1 CNY = 2792,15 BYR 1 USD = 17.723 BYR    | 5 de octubre de 2015 |
| Kazajistán  | Tenge            | KZT | 7,50% (2014)          | 1 RUB = 4,15 KZT 1 EUR = 305,71 KZT 1 CNY = 42,74 KZT 1 USD = 271,50 KZT                          | 5 de octubre de 2015 |
| Kirguistán  | Som kirguís      | KGS | 10,50% (2014)         | 1 RUB = 1,0527 KGS 1 KZT = 0,2545 KGS 1 EUR = 77,7813 KGS 1 CNY = 10,8326 KGS 1 USD = 69,0837 KGS | 5 de octubre de 2015 |
| Rusia       | Rublo ruso       | RUB | 15% (2014)            | 1 KZT = 0,2443 RUB 1 EUR = 73,7951 RUB 1 CNY = 10,4427 RUB 1 USD = 65,6248 RUB                    | 5 de octubre de 2015 |

## Galería

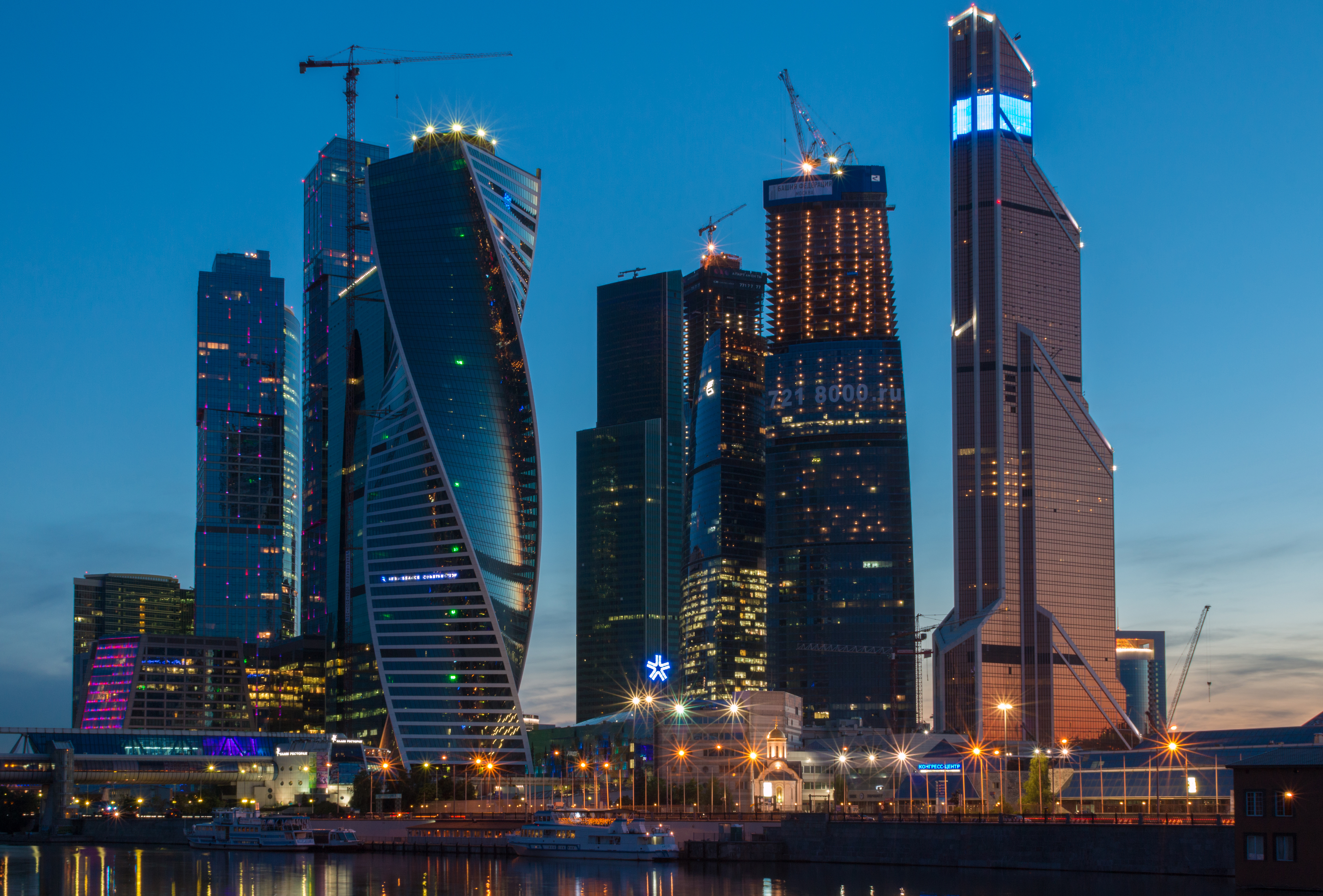
El Centro Internacional de Negocios de Moscú, actualmente en construcción. El complejo incluye las torres más altas de Europa.
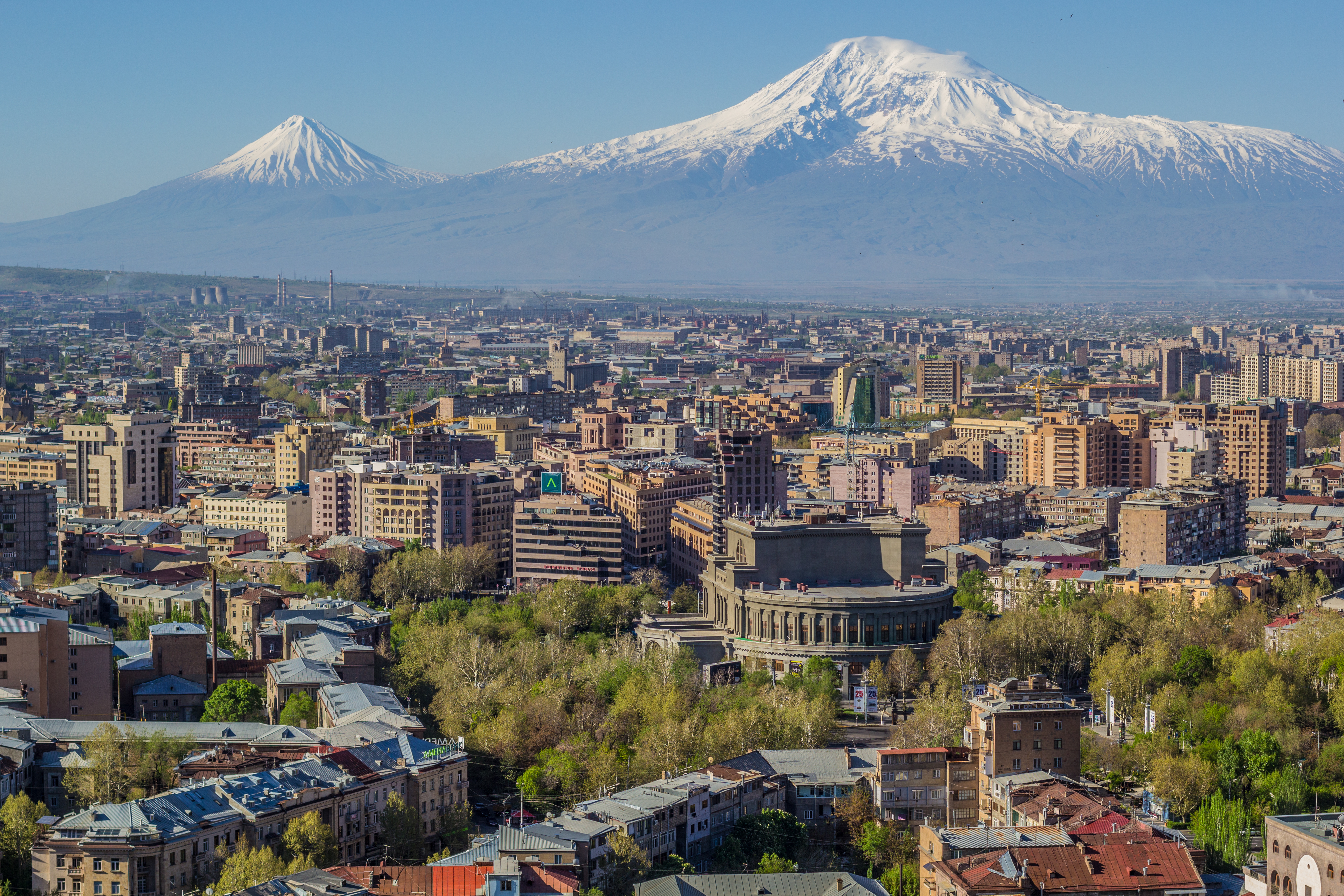
Ereván, la capital y centro financiero de Armenia.
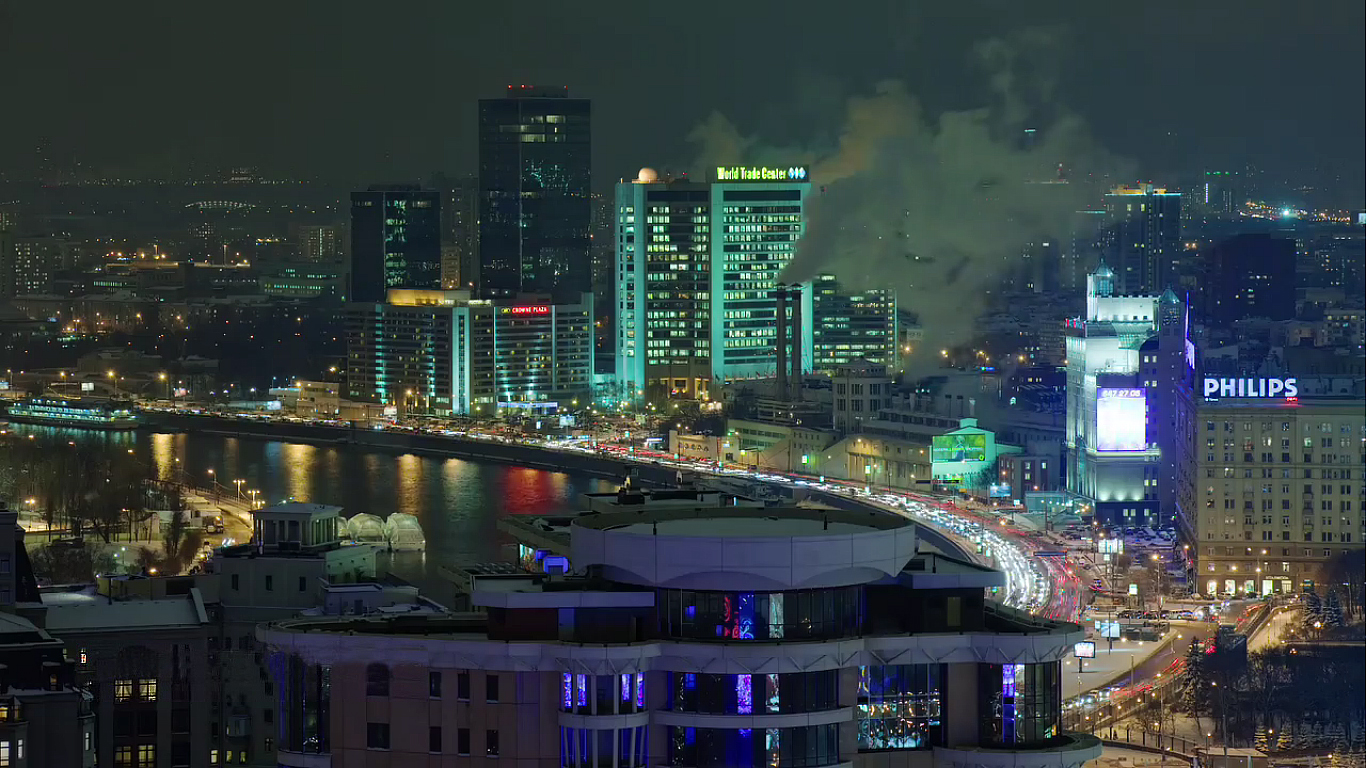
World Trade Center en Moscú.
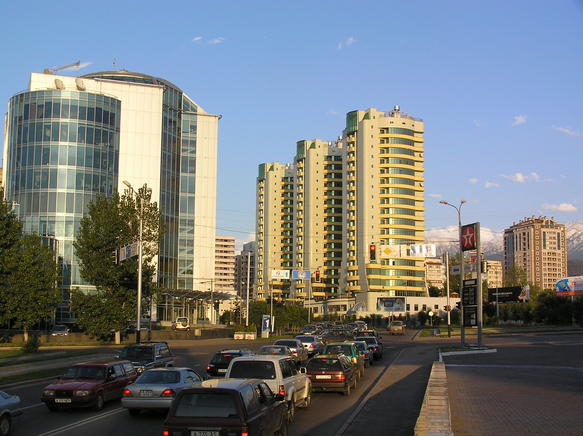
Almatý, el mayor centro comercial y cultural de Kazajistán.
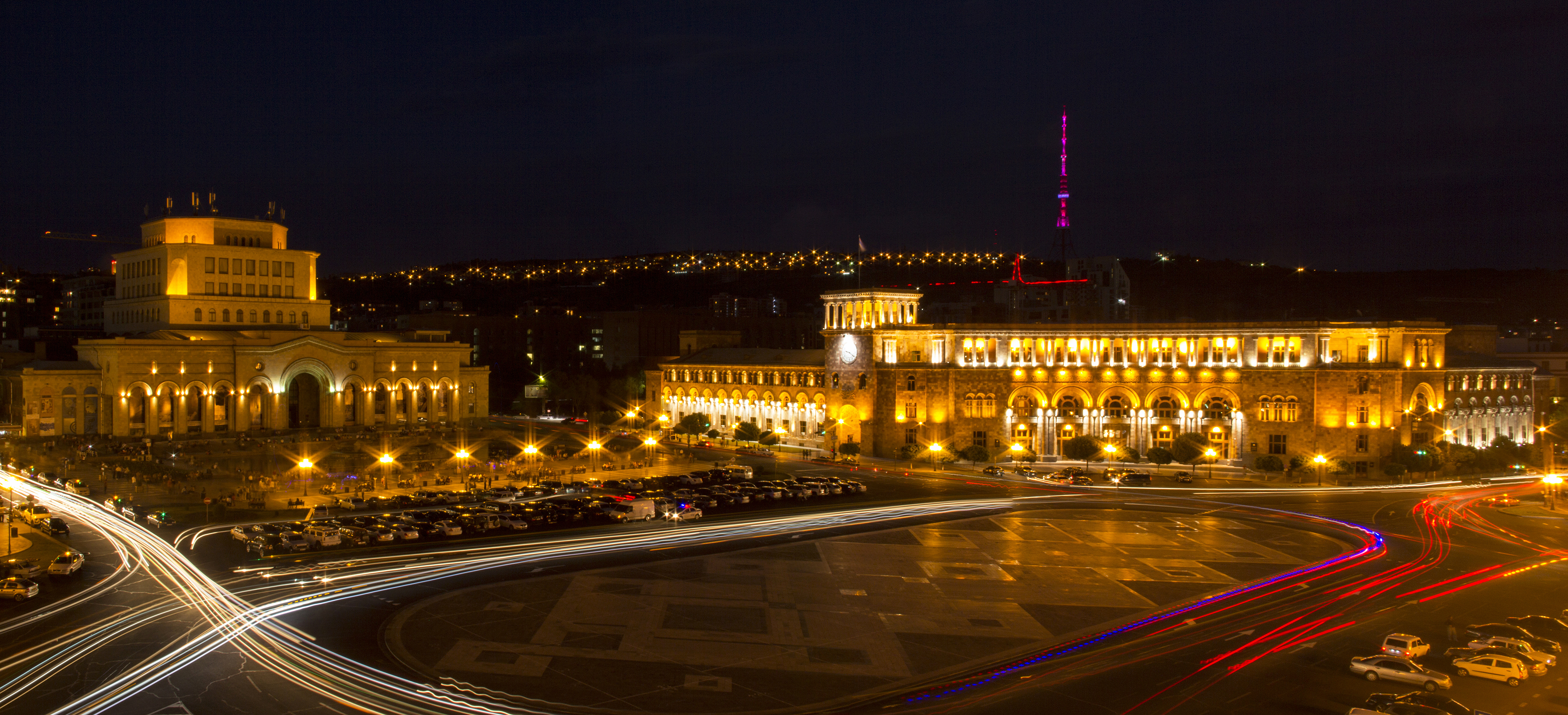
Plaza de la República en Ereván, Armenia.
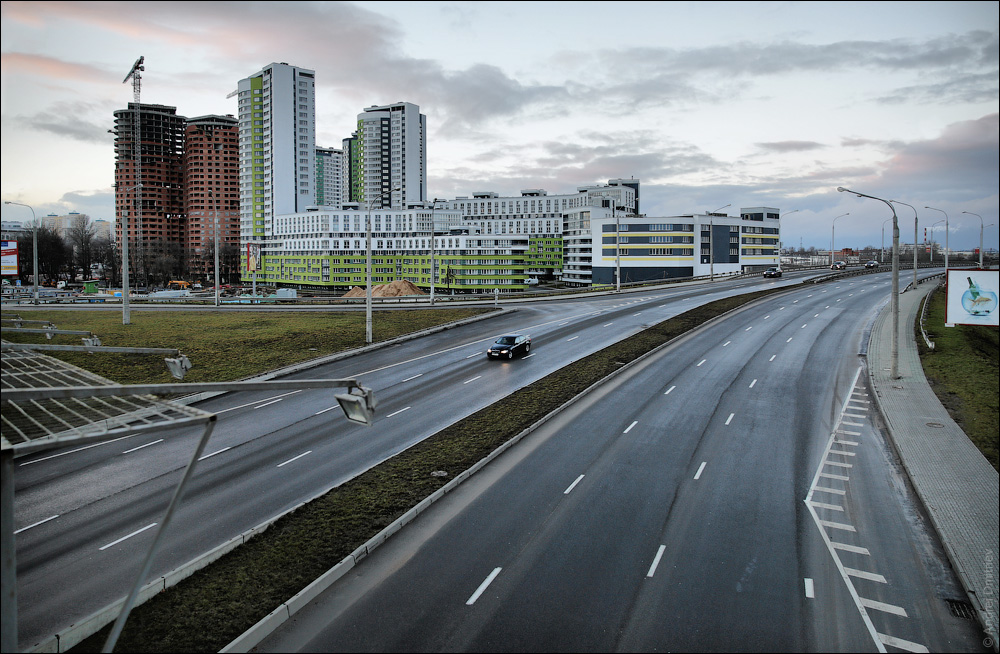
Edificios modernos y vías de comunicación en Minsk, Bielorrusia
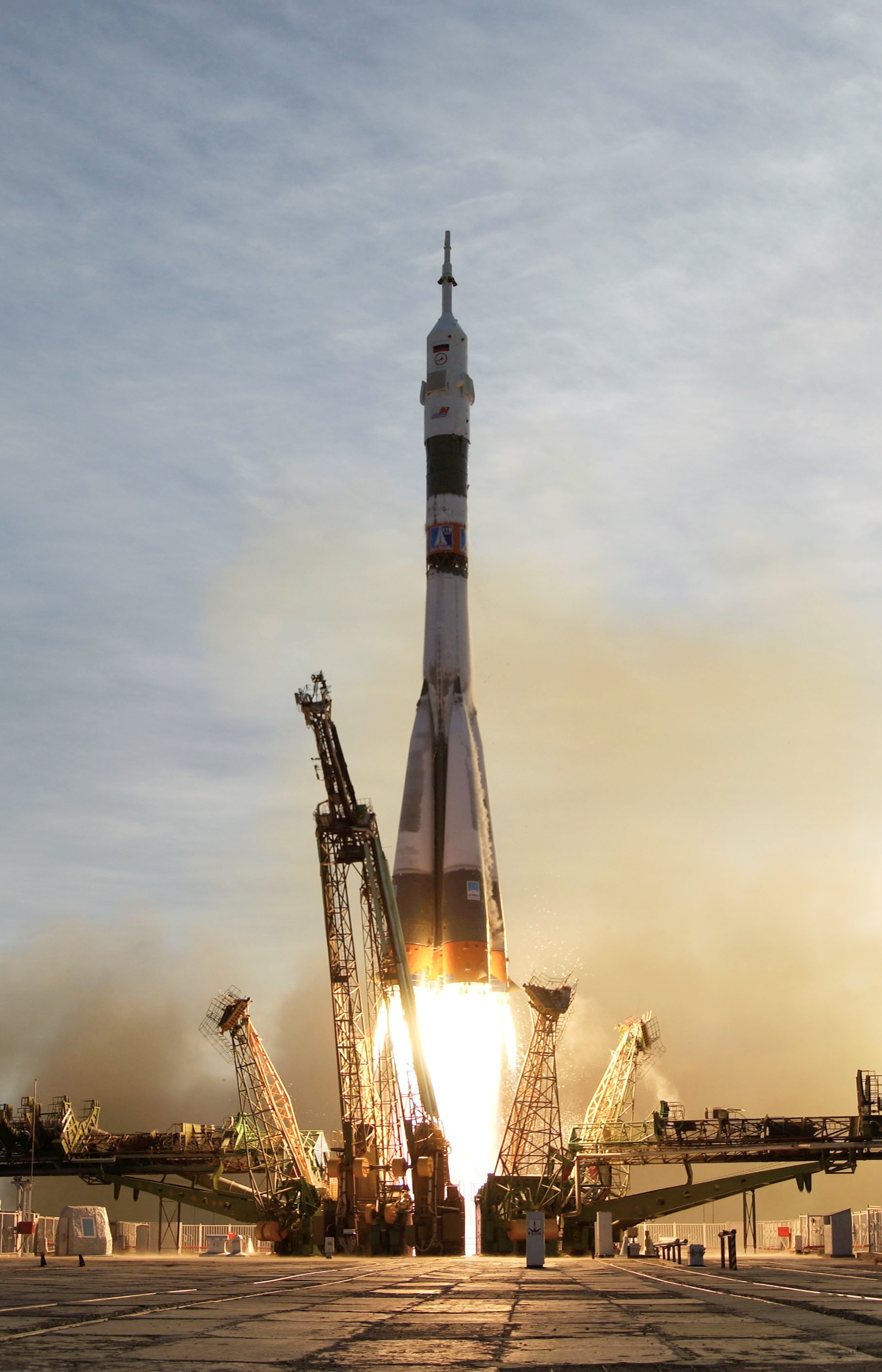
Cosmódromo de Baikonur, Kazajistán
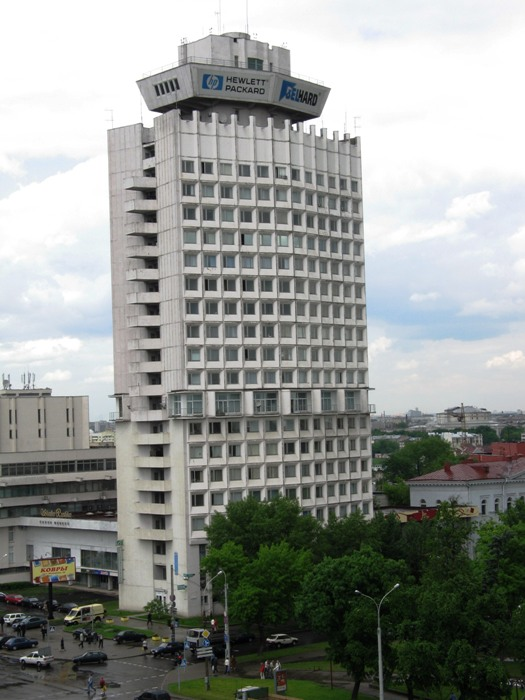
Edificio de Belhard Group en Minsk.
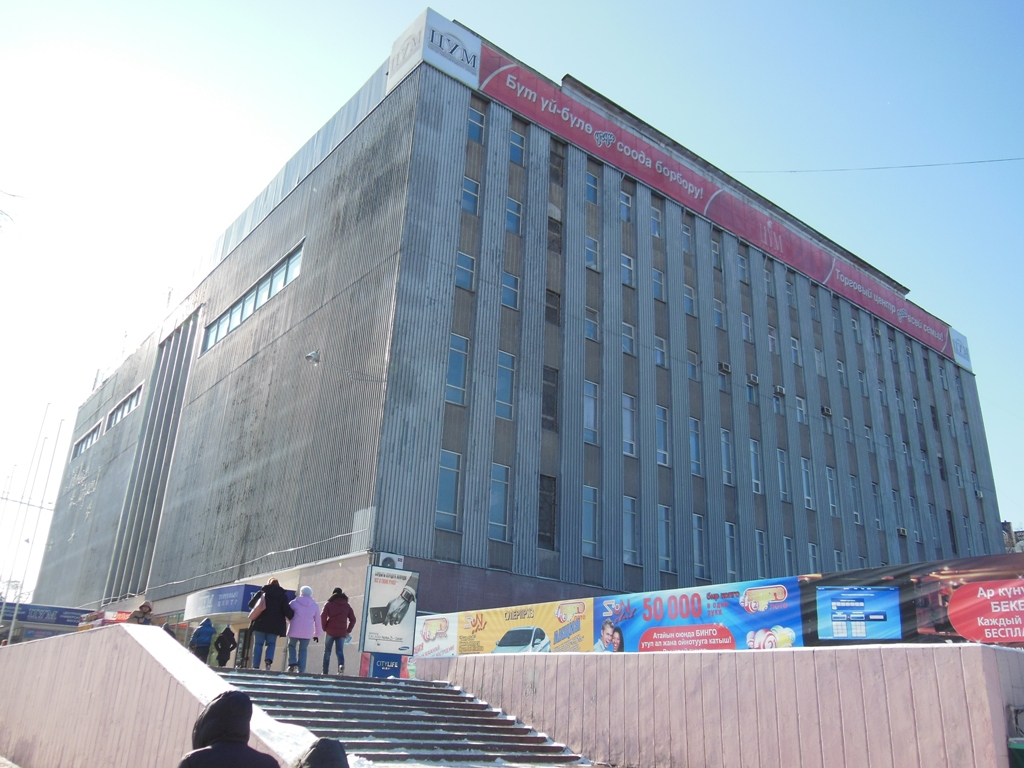
Almacén Comercial Central en Bishkek, Kirguistán.

## Demografía

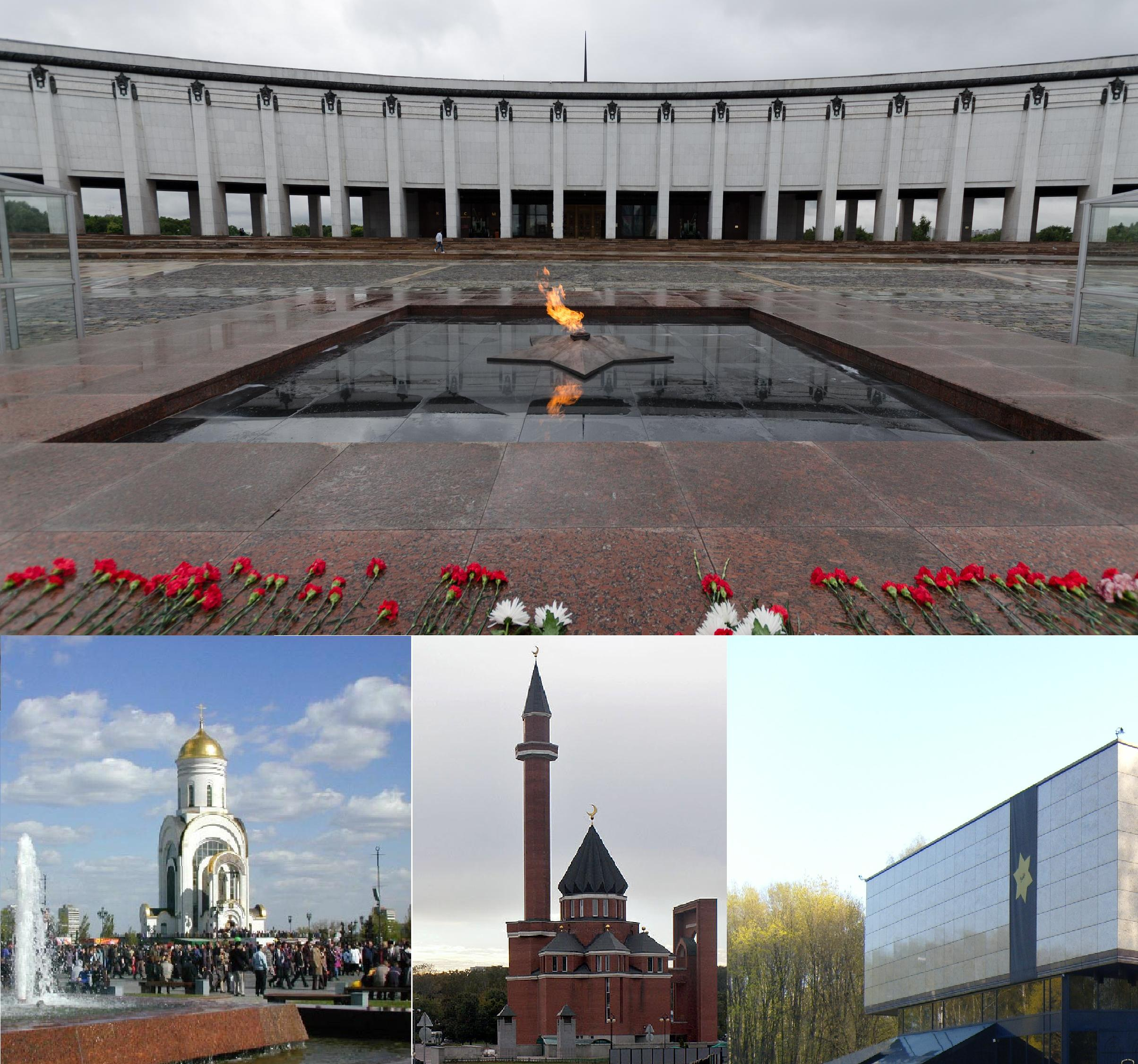
Llama eterna en la Colina Poklonnaya, la Iglesia de San Jorge, la Mezquita memorial y la Sinagoga memorial, en el Museo de la Gran Guerra Patriótica, Moscú

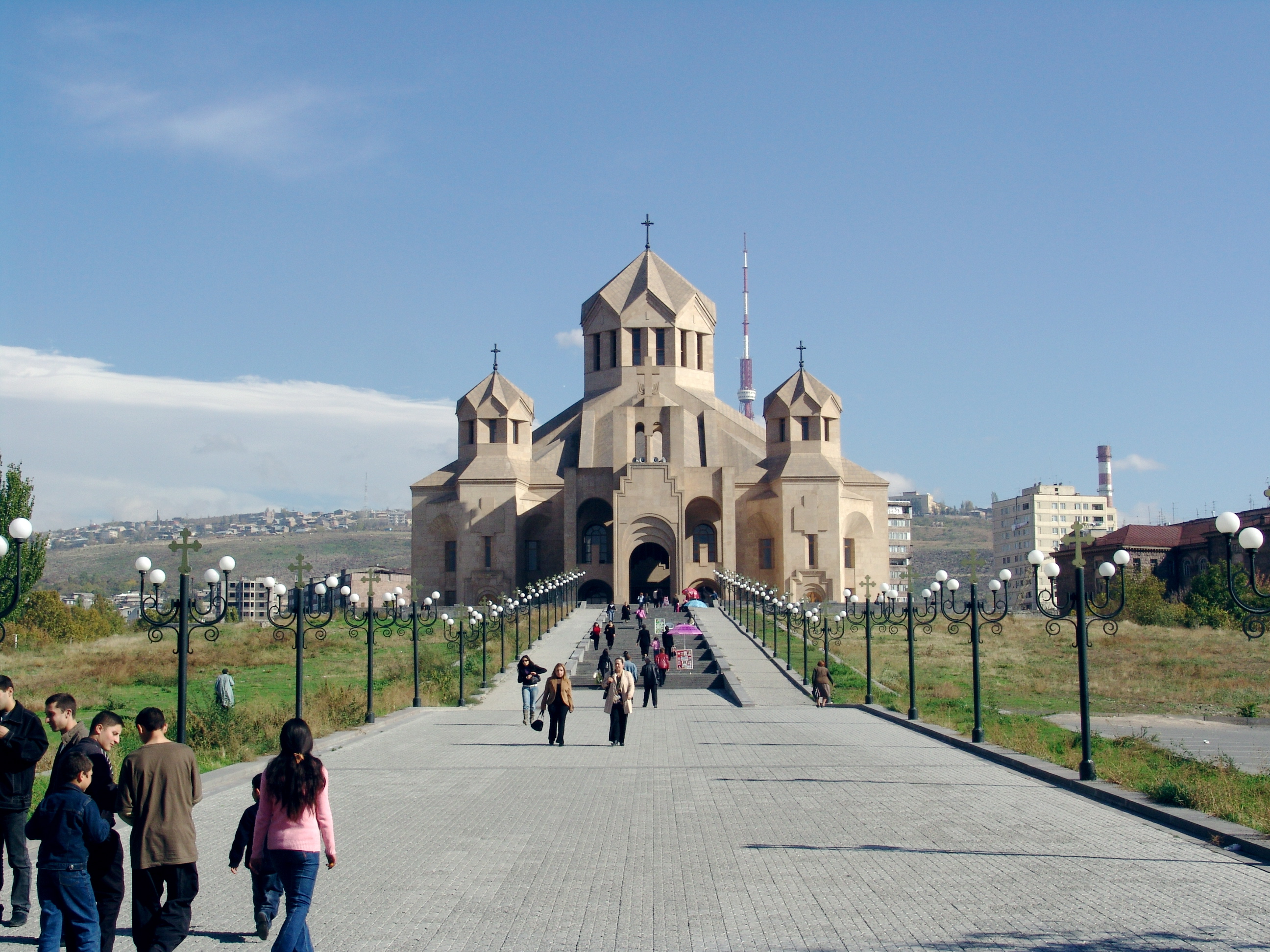
Catedral de San Gregorio de Ereván, la capital del país cristiano más antiguo del mundo

De acuerdo a estimaciones en 2007, la Unión Económica Euroasiática contaba con 170.000.000 de habitantes. En Rusia y Bielorrusia la población vive en áreas urbanas en un 70%, mientras que en Kazajistán llega al 54%.

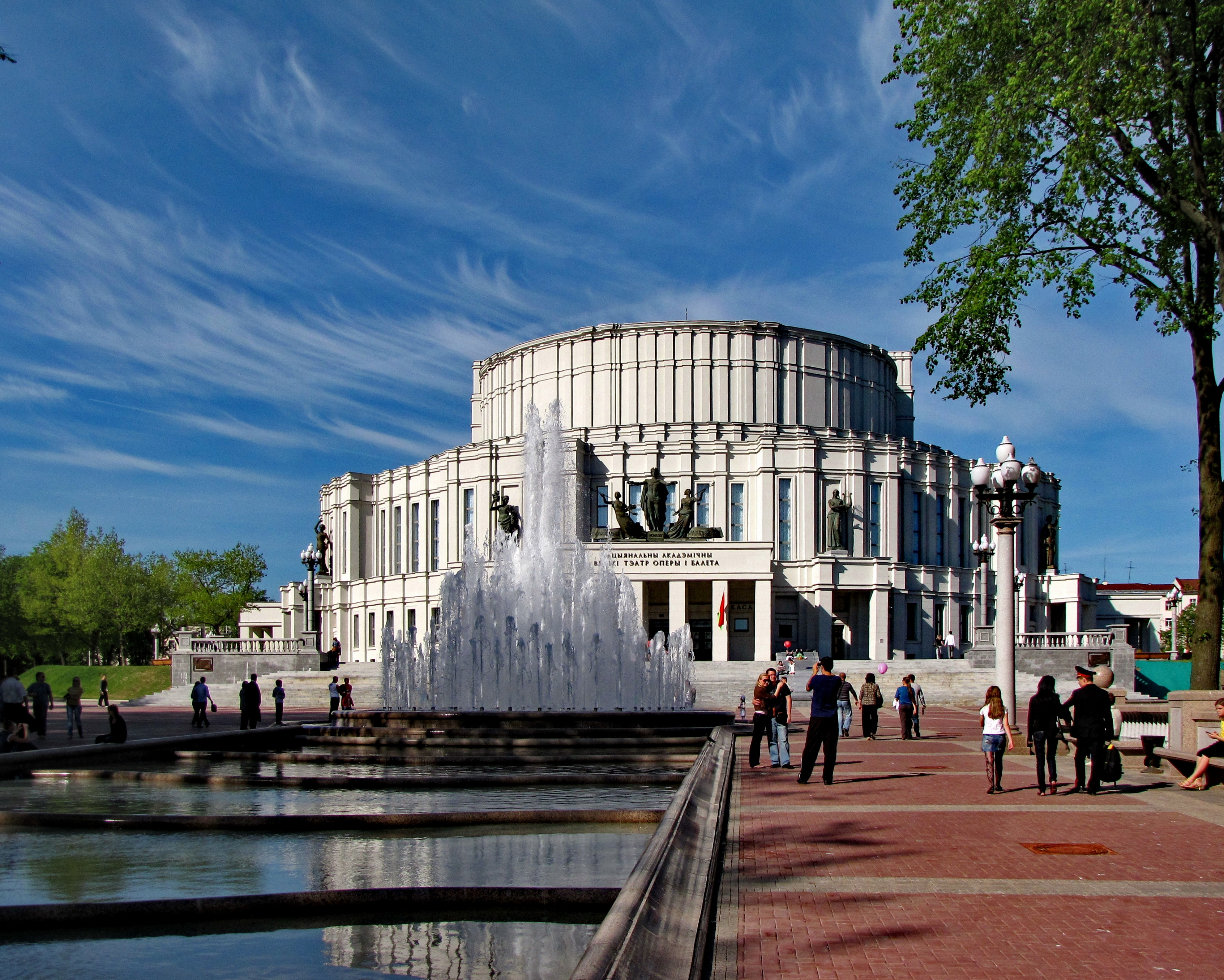
Ópera y Ballet Nacional de Bielorrusia, en Minsk

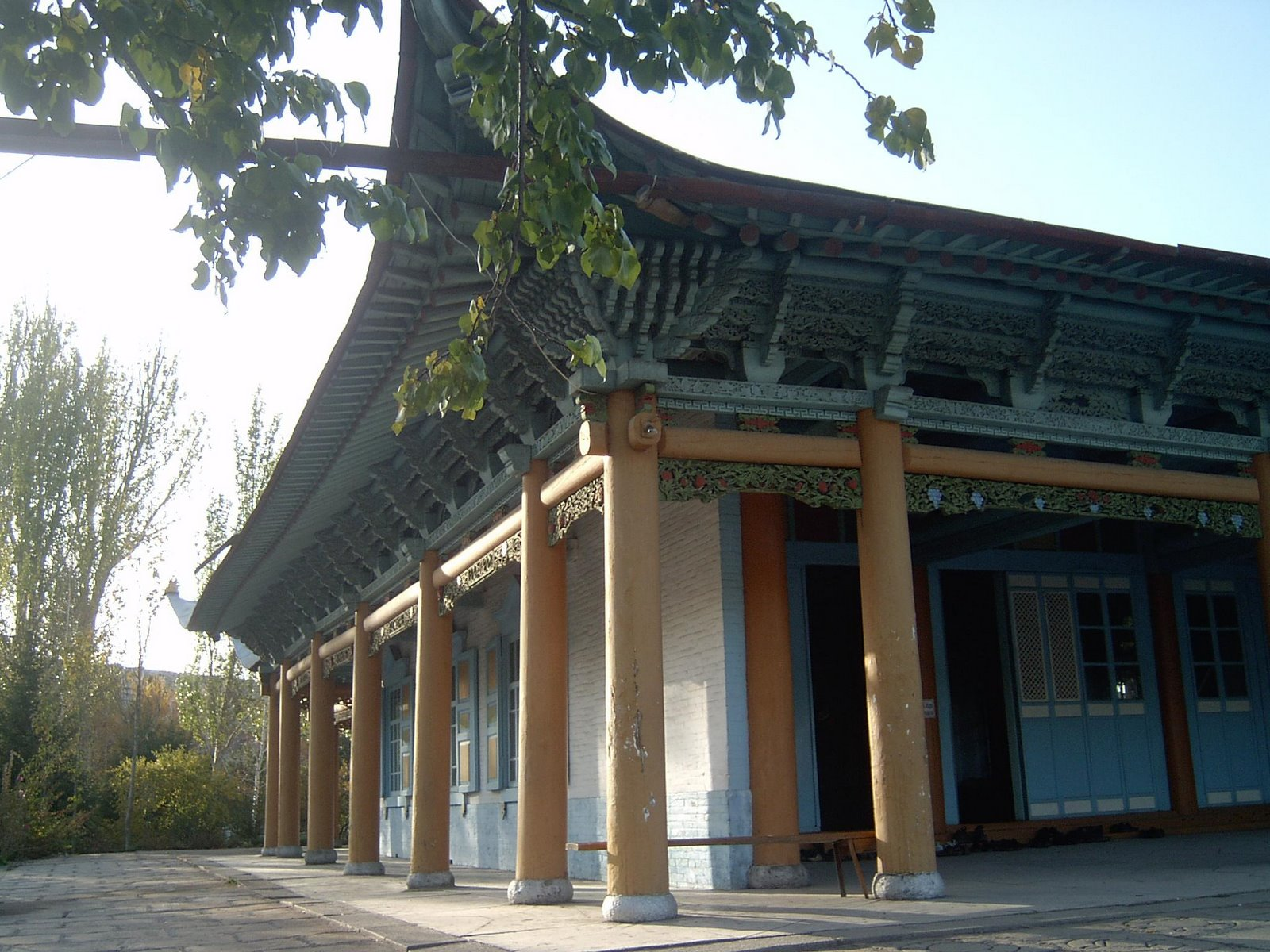
Mezquita Karakol-Dungan en la ciudad de Karakol, Kirguistán, enseñando claras influencias de Asia oriental

La Unión Económica Euroasiática tiene 18 ciudades con más de 1 millón de habitantes, la más grande es Moscú. Siberia es la región menos densa. Kazajistán y Bielorrusia tienen una importante minoría rusa. Unión Económica Euroasiática tuvo como promedio de natalidad en 2010 de 12.5 nacimientos por cada 1 000 personas, lo cual es mucho mayor que la promedia de la Unión Europea, la cual era de 9.90 por cada 1 000 personas.
Las ciudades con mayor número de habitantes
| Número | Ciudad          | País        | Población  |
| ------ | --------------- | ----------- | ---------- |
| 1      | Moscú           | Rusia       | 12.108.257 |
| 2      | San Petersburgo | Rusia       | 5.131.942  |
| 3      | Minsk           | Bielorrusia | 1.921.861  |
| 4      | Novosibirsk     | Rusia       | 1.547.910  |
| 5      | Almaty          | Kazajistán  | 1.507.737  |
| 6      | Ekaterinburgo   | Rusia       | 1.412.346  |
| 7      | Nizni Nóvgorod  | Rusia       | 1.263.873  |
| 8      | Kazán           | Rusia       | 1.190.850  |
| 9      | Samara          | Rusia       | 1.172.348  |
| 10     | Cheliábinsk     | Rusia       | 1.169.342  |
| 11     | Omsk            | Rusia       | 1.166.092  |
| 12     | Rostov del Don  | Rusia       | 1.109.835  |
| 13     | Ufá             | Rusia       | 1.096.702  |
| 14     | Ereván          | Armenia     | 1.060.138  |
| 15     | Krasnoyarsk     | Rusia       | 1.035.528  |
| 16     | Perm            | Rusia       | 1.026.477  |
| 17     | Volgogrado      | Rusia       | 1.017.985  |
| 18     | Vorónezh        | Rusia       | 1.014.610  |

Las ciudades capitales de UEE
| Número | Ciudad | País        | Población  |
| ------ | ------ | ----------- | ---------- |
| 1      | Moscú  | Rusia       | 12.108.257 |
| 2      | Minsk  | Bielorrusia | 1.921.861  |
| 3      | Ereván | Armenia     | 1.060.138  |
| 4      | Biskek | Kirguistán  | 874.400    |
| 5      | Astaná | Kazajistán  | 835.153    |

## Rasgos culturales en UEE

### Idiomas
Los idiomas más hablados en los países miembros de UEE son:
- Ruso: 149.796.320
- Kazajo: 10.723.400
- Tártaro: 4.617.900
- Kirguís: 3.933.600
- Armenio: 3.820.400
- Bielorruso: 2.460.800[n. 2][134]
- Alemán: 2.300.700
- Ucraniano: 2.007.000
- Uzbeko: 1.503.500
- Checheno: 1.382.900
- Baskir: 1.171.900
- Chuvasio: 1.065.900
- Azeri: 730.800
- Ávaro: 715.960
- Cabardiano: 516.000
- Mari: 509.090
- Darguin: 488.940
- Osetio: 454.490
- Yakuto: 450.000
- Griego: 449.000
- Cumuco: 426.550
- Lezgiano: 406.970

Muchos otros idiomas son hablados por un gran número de habitantes, particularmente de las familias de lenguas túrquicas, caucásicas, urálicas, iranias, mongólicas, yidis, coreano, rumano, romaní, polaco, entre otros.

### Religiones

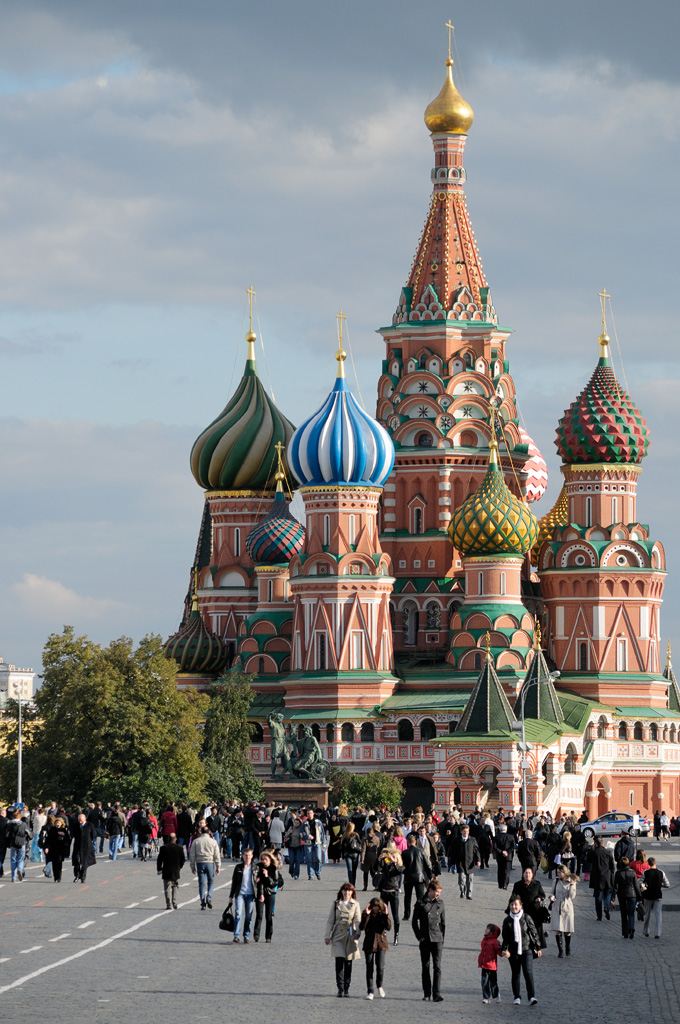
Catedral de San Basilio en Moscú, Patrimonio de la Humanidad de UNESCO

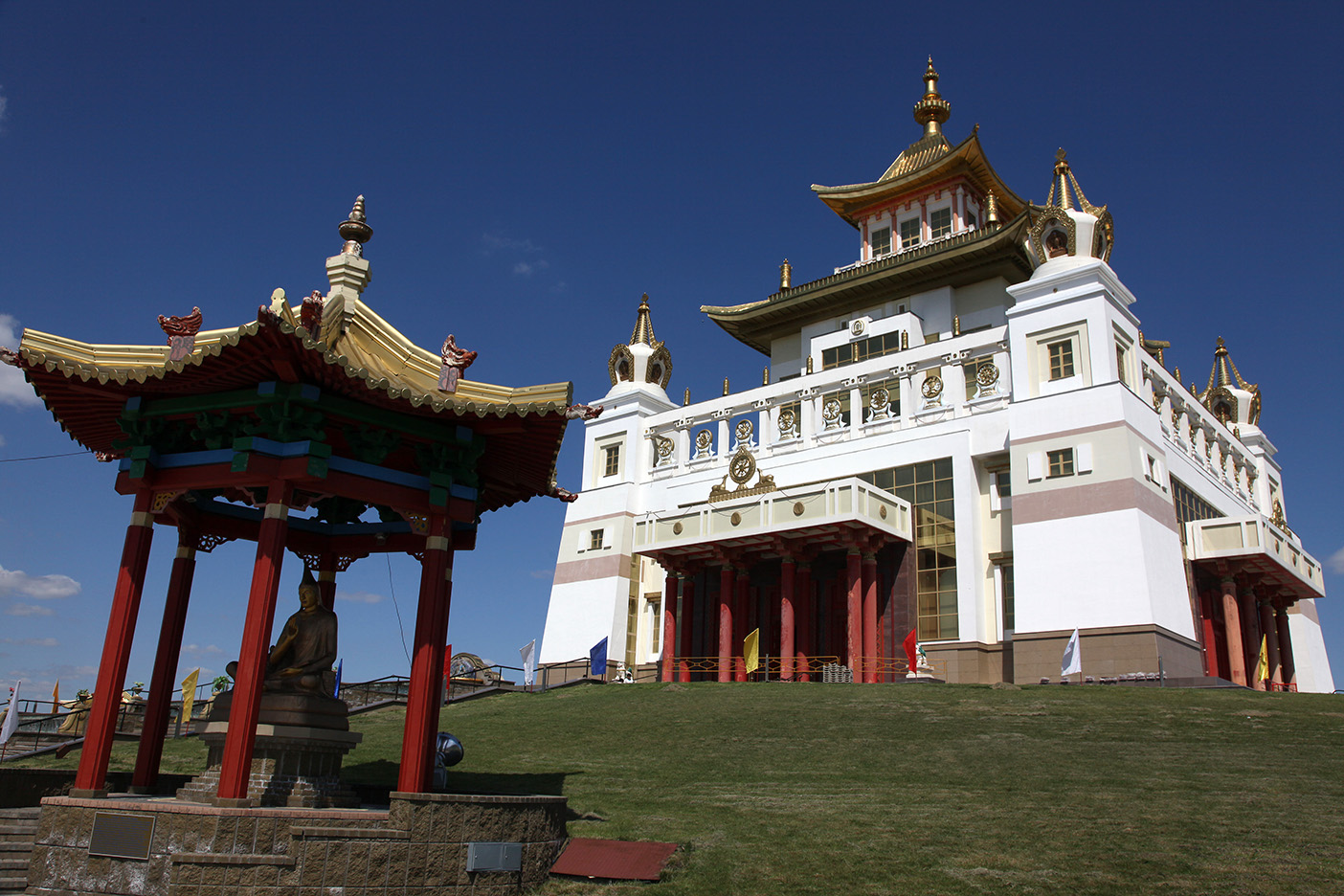
Templo budista en Elista, en la República de Kalmukia, en Rusia

Las religiones con mayor número de seguidores en la UEE son las siguientes (excluyendo Crimea):
- Cristianismo ortodoxo: 72 722 000 (mayoritario en Armenia, Bielorrusia y Rusia)
- Islam: 24 329 000 (mayoritario en Kazajistán y Kirguistán)
- Otras denominaciones cristianas y cristianos no afiliados: 7 616 000 (incluyendo católicos y protestantes)
- Neopaganismo y Tengrianismo: 1 700 000
- Budismo: 826 000
- Judaísmo: 156 000
- Yazidismo: 40 000
- Otras religiones: 4 841 000
- Sin religión: 59 629 000